# Syrie
Pour les articles homonymes, voir Syrie (homonymie).
Pour les articles ayant des titres homophones, voir Scierie et Siri.
« République arabe syrienne » redirige ici. Pour le régime baasiste en place entre 1963 et 2024, voir République arabe syrienne (1963-2024).
République arabe syrienne
(ar) الجمهورية العربية السورية 
La Syrie (en arabe : سُورِيَا / sūriyā), en forme longue la République arabe syrienne (en arabe : الجمهورية العربية السورية / al-jumhūriyya al-ʿarabiyya as-sūriyya), est un pays d'Asie de l'Ouest. Située sur la côte orientale de la mer Méditerranée, elle possède des frontières terrestres avec la Turquie, l'Irak, la Jordanie, Israël, le Liban et une frontière maritime avec Chypre. Sa capitale et sa plus grande ville est Damas, qui fut historiquement la capitale du Califat omeyyade de 661 à 744.
En français, la Syrie est autrefois synonyme du « Levant » ou de la « Grande Syrie » (bilad el-Cham, en arabe : [بلاد الشام]). Durant l'Empire ottoman, cette région est un temps regroupée, comprenant les États actuels de la Syrie, d'Israël, du Liban, de la Jordanie et de la Palestine. Durant l'Antiquité, ces pays sont distinctement la Phénicie, les royaumes d'Israël et de Juda, la province romaine de Judée puis de Syrie-Palestine, l'Assyrie et une partie de la Mésopotamie occidentale.
Plus récemment, de 1920 à 1946, un mandat français est instauré sur le pays. De février 1958 à fin septembre 1961, l'Égypte et la Syrie s'unissent brièvement dans la République arabe unie, jusqu'au coup d'État du général Haydar al-Kouzbari.
En 1970, après une série de dictatures militaires instables, Hafez el-Assad, alors ministre de la Défense, prend le pouvoir par un nouveau coup d'État. Son régime fortement autoritaire, structuré autour d'un parti unique, le Baas, met en place un contrôle de l'ensemble de la vie politique syrienne. Il est notamment responsable du massacre de Hama. À sa mort en 2000, son fils, Bachar el-Assad, lui succède et maintient le régime instauré par son père, avec un certain relâchement des libertés en début de mandat. Début 2011, la guerre civile syrienne se déclenche dans le cadre du Printemps arabe. De 2011 à septembre 2016, le conflit a fait près de 500 000 morts et deux millions de blessés. Le 8 décembre 2024, le régime des Assad prend fin avec la fuite de Bachar el-Assad et la reddition de son gouvernement aux forces rebelles.

## Étymologie
L’origine du nom « Syrie » n'est pas certaine. Il pourrait venir du grec ancien et désignerait à l’origine la terre d’Aram, mais Hérodote y voyait plutôt une forme abrégée d’Assyrie, tandis que les historiens modernes le font remonter à divers toponymes locaux.
Il apparaît pour la première fois en grec et n’a pas d’antécédents identifiables, ni dans la forme ni pour le contenu, dans les textes pré-hellénistiques.
Bien établi dans l’usage officiel romain et byzantin, il disparaît au VIIe siècle avec la conquête musulmane, mais continue à être utilisé en Europe.
Le Pr Wallace B. Fleming affirme que le nom Syrie est dérivé de Tyr, le nom de la plus importante cité Phénicienne : « De toutes les cités Phéniciennes, Tyr était la plus importante; elle était si importante que les Grecs donnèrent son nom à toute la région, l'appelant Συρία, de צור Tsour, Tyr, et ce nom grec s'est perpétué jusqu'à nos jours avec notre mot Syrie. Hérodote parle de la Syrie comme une abréviation d'Assyrie, mais en cela, il a été trompé par la similitude entre les mots. Elle (la cité) prit son nom Tyr (grec Τύρος, phénicien 𐤑𐤓, arabe صور, assyrien et babylonien Sur-ru, hébreu צור ou צר, égyptien Dara ou Tar, ou Taru dans les lettres de Tell El Amarna, ancien latin Sarra) de l'île, la Sour sémitique, qui signifie Roc ».
Mais cette affirmation peut être discréditée par le fait que le nom de « Tyr » en assyrien ou araméen « ܨܘܪ » (ṣur ou tsour) est grammaticalement différent de « sur » « ܣܘܪ » puisque le ܨ (ṣade) et le ܣ (semkat) de l’araméen sont deux lettres bien différenciées et que Syrie s’écrit Sūrīā (ܣܘܪܝܐ) en araméen (syriaque = ܣܘܪܝܝܐ sūryāyā).
En revanche, le phénomène de traduction imparfaite de l’araméen au grec ou de l’araméen à l’arabe donnent un même résultat intéressant. En effet, le grec ou le latin antique n’employant pas le son « sh » ou « ch », la lettre araméenne « ܫ » (shin) était ainsi interprétée comme un s en occident (sabbat pour shabat ܫܒܬ, Samuel pour shmouel ܫܡܘܐܝܠ, Simon ou Siméon pour shem`on ܫܡܥܘܢ etc.).
Quant à l’arabe, une différence habituelle entre ce dernier et l’araméen était que le « ܫ shin » araméen correspond au « ﺱ sin » arabe, de même que le « ﺵ shin » arabe correspond au « ܣ semkat » araméen. (Shlama-salam, Yesho`-Yasu` (Jesus), shlemon-sliman (Salomon) etc.).
Ainsi, l’empire assyrien du nom de sa ville Assur (ܐܫܘܪ Ashur puis ܐܬܘܪ Ator en araméen) deviendrait systématiquement Assuria (Assyria).
Nom qui se rapproche bien plus de Suria (Syria) (le « y » étant la lettre grecque Upsilon prononcée u).
La théorie d’Hérodote, affirmant que « Syria » serait la désignation grecque de la partie occidentale de l’antique empire Assyrien devient alors davantage plausible.
Dans le monde arabo-musulman, la région autrefois appelée « Syrie » portait le nom de Cham (شام), qui était aussi celui de sa capitale, Damas.
Le nom « Syrie » (en arabe : سوريا / sūriyā) était inconnu jusque dans la seconde moitié du XIXe siècle où il ressurgit sous l’influence européenne.
En 1865, il devient le nom officiel d’une province, celle du vilayet de Damas. C’est après l’établissement du mandat français en 1920, qu’il désigne l’État syrien actuel.

## Histoire
Les archéologues ont démontré que la Syrie accueillait l’une des plus anciennes civilisations et les Amorrites (un des plus anciens peuples de l'Antiquité).
Dans la ville excavée d’Ebla, dans le nord-ouest de la Syrie, les archéologues ont découvert en 1975 les vestiges d’un grand empire sémite, qui va du nord de la mer Rouge à la Turquie et jusqu'en Mésopotamie dans sa partie orientale.
Cet empire remontant de 2500 à 2400 av.J.-C. fait de la langue d’Ebla l'une des langues sémitiques les plus anciennes avec l'akkadien. La Syrie compte d’autres grands sites archéologiques comme celui de Mari où fut retrouvé un code comparable au Code de Hammourabi à Babylone, Ougarit et Doura Europos.

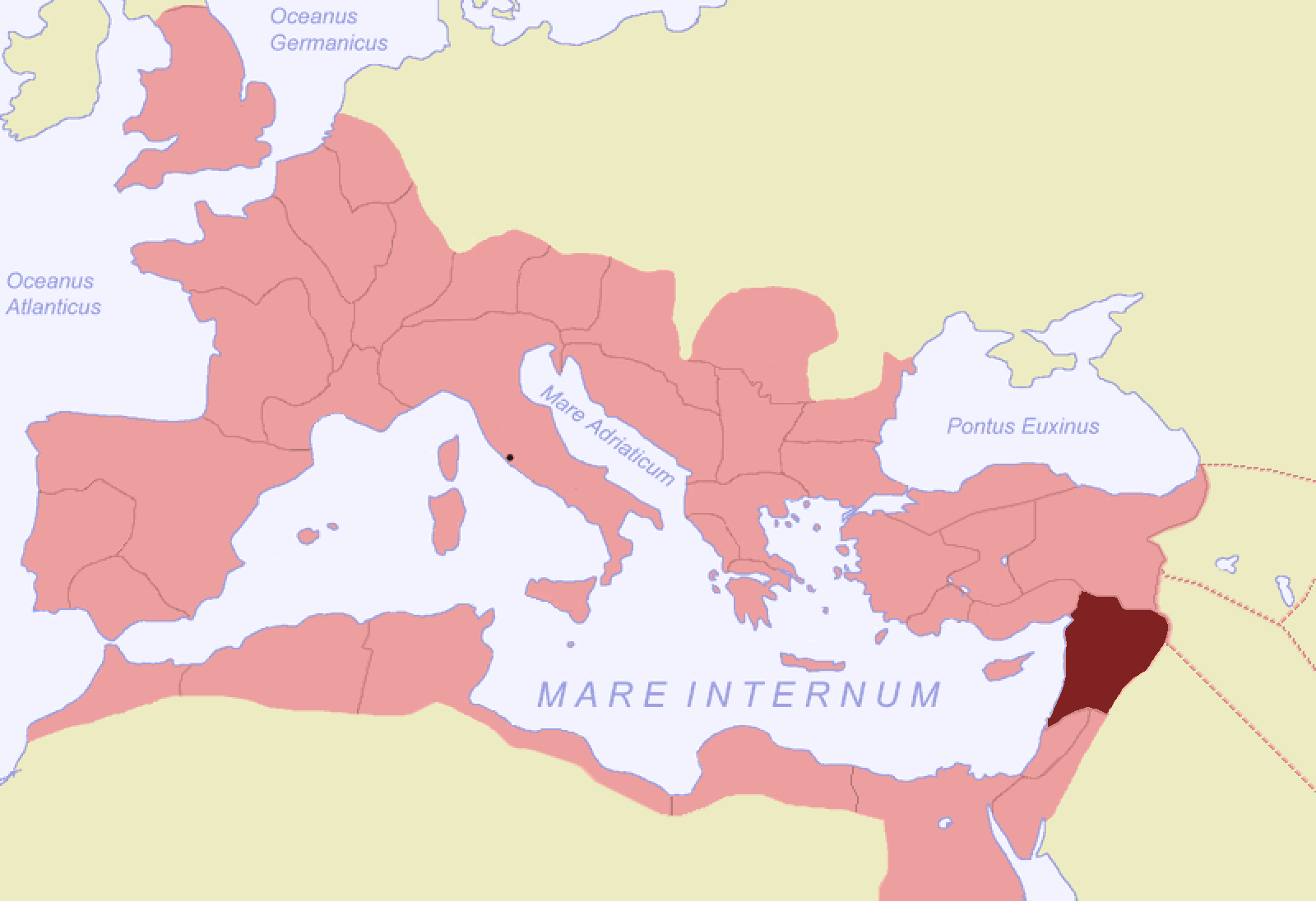
Syrie (province romaine).

La Syrie fut occupée successivement par les Cananéens, les Phéniciens, les Hébreux, les Araméens, les Assyriens, les Babyloniens, les Perses, les Grecs, les Arméniens, les Romains, les Nabatéens, les Byzantins, les Arabes, et partiellement par les croisés, par les Ottomans et enfin par les Français à qui la SDN confia un protectorat provisoire pour mettre en place, ainsi qu'au Liban, les conditions d'une future indépendance politique.
La Syrie géographique est le lieu où seraient apparues les premières formes d'urbanisation.
La Syrie est un pays significatif dans l’histoire du christianisme. Paul de Tarse, le futur saint Paul, a été converti au christianisme sur la route de Damas, et a établi une Église d’abord à Antioche en Syrie antique (aujourd’hui en Turquie). C’est de ce port qu’il est parti pour plusieurs de ses voyages de mission.

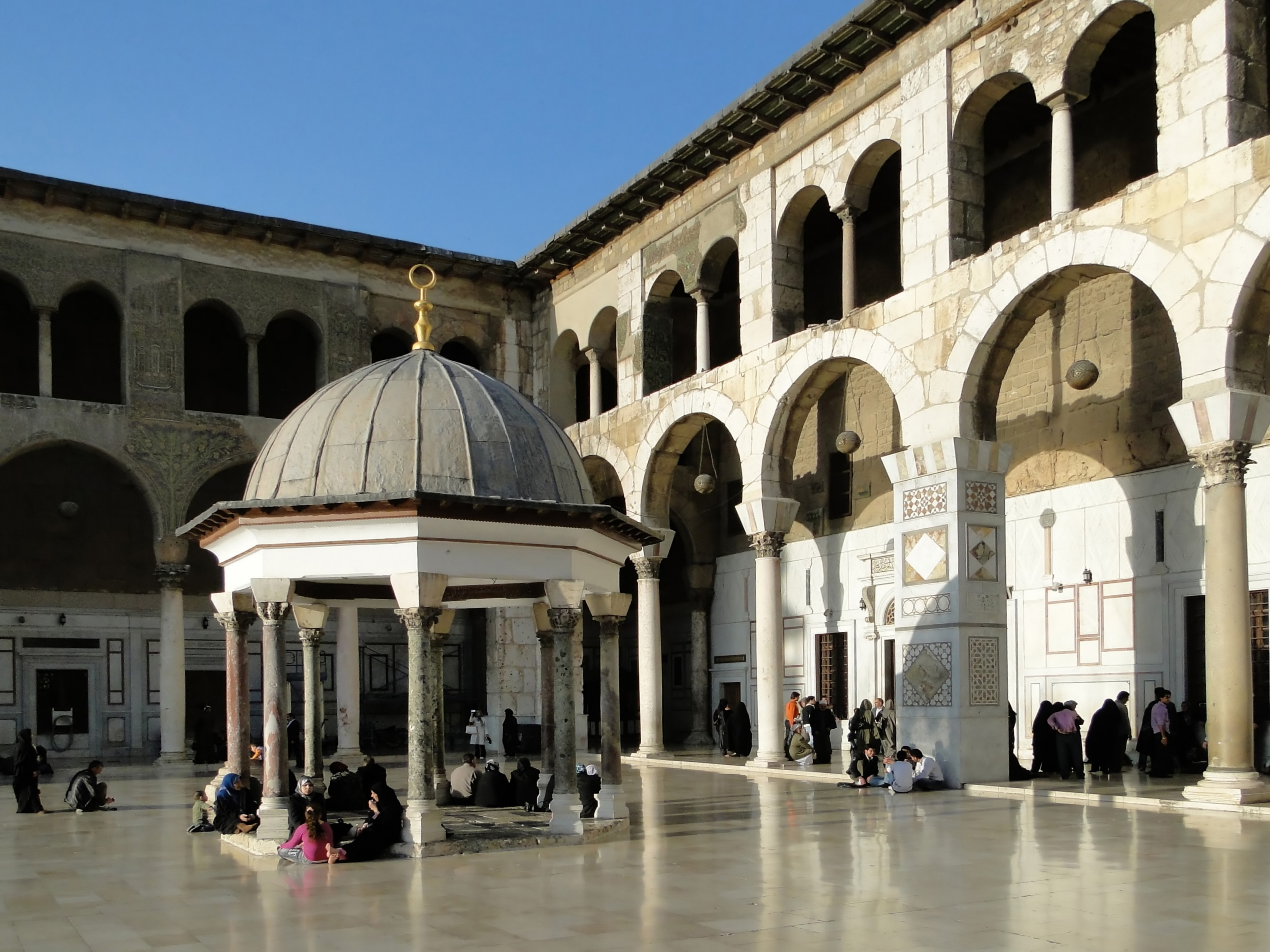
Grande mosquée des Omeyyades.

Damas a été fondée au IIIe millénaire av. J.-C. ; c'est une des villes les plus anciennes du monde et elle a été habitée sans interruption (comme Bénarès et Jéricho). Après l’arrivée des conquérants musulmans, Damas est devenue la capitale de l’Empire omeyyade, et a atteint un prestige et une puissance encore inégalés dans l’histoire syrienne. Cet empire s’étendait de l’Espagne à l’Asie centrale (661 à 750 ap. J.-C.). Après la chute des Omeyyades, un nouvel empire fut créé à Bagdad, l’Empire abbasside.
En 1260, Damas est devenue la capitale provinciale de l’empire des Mamelouks. En 1400, la ville fut détruite en grande partie par Tamerlan : Damas a été presque entièrement incendiée, et les artisans damascènes furent enlevés pour travailler à Samarcande. Une fois reconstruite, la ville a servi de capitale jusqu’en 1516. En 1517, la ville et le pays tombent sous occupation ottomane. Les Ottomans régnèrent sur le pays pendant plus de 400 ans jusqu'en 1918, excepté la brève période où l’Égyptien Ibrahim Pacha occupa le pays de 1832 à 1840.

### Mandat français
Le pays se libéra de l’occupation ottomane après la Révolte arabe. Les forces arabes entrèrent dans la capitale Damas en 1918. Un royaume arabe syrien indépendant fut alors créé. Fayçal, issu de la famille hachémite, frère d’Abdallah bin al-Hussein, en fut le premier et dernier roi.
En effet, l’indépendance du royaume cessa après l’occupation du pays par les forces françaises en 1920. Après la bataille de Khan Mayssaloun en juillet 1920, la colonne du général Goybet entra à Damas. Les Français imposèrent leur mandat dans le pays, ce qui entraîna l’exil de Fayçal en Irak. La France et le Royaume-Uni, qui se disaient alliés des forces arabes de Fayçal, s’étaient mis d’accord pour se partager le Proche-Orient.
Après l’accord Sykes-Picot, les Français et les Britanniques se répartissent administrativement les territoires de l'Empire ottoman déchu, créant artificiellement des pays distincts. L’accord met fin à la Syrie historique, Bilad al-Cham, qui comprenait la Syrie actuelle, le Liban, la Jordanie, la Palestine (actuels territoires palestinien et israélien).
La période du mandat voit la montée du nationalisme et de la révolte contre l’armée française.
C'est en septembre 1920 qu'est créé l'État du Grand Liban, appuyé sur les chrétiens maronites. La création d'un État côtier des Alaouites autour de Lattaquié et d'un État d'Alexandrette achève d'enclaver la Syrie. De plus, celle-ci est divisée entre un État de Damas et un État d'Alep, les Français jouant de la rivalité historique entre les deux villes. La naissance du Liban est vécue comme un échec par les Syriens. Jusqu'au XXe siècle, le mot « Liban » désigne la chaîne de montagnes parallèle à la côte qui sépare une partie du littoral de la plaine de Bekaa. Pour compléter ce morcellement, sont séparés un État du djebel druze au sud et le plateau de la Djézireh, peuplé de Kurdes. Cela n'anéantit pas le nationalisme syrien, et la France doit livrer d'importants combats en 1925-1927, bombardant Damas en 1925 (environ 10 000 Syriens et 2 500 Français y laissent la vie).
Avec la mandature française en Syrie survient également la formation d'une nouvelle frontière entre le Sud de l'Anatolie et le nord de la Syrie. Cette frontière, qui sépare désormais la Turquie de la Syrie française, rompt, ou endommage fortement l'intégration économique et les liens commerciaux importants qu'entretenait Alep avec le Sud de l'Anatolie. La Turquie, sous pression de la Grande dépression, adopta des mesures protectionnistes dès 1929 afin de préserver ses industries locales de la compétitivité étrangère. Contrairement à la Turquie, la Syrie sous mandat français n'a pas pu adopter des mesures protectionnistes aussi rigoureuses en raison des contraintes imposées par la Société des Nations. Cela a maintenu des tarifs bas en Syrie, facilitant ainsi la contrebande vers la Turquie. Pour lutter contre la contrebande, la Turquie a renforcé la surveillance à la frontière et introduit des lois anti-contrebande. Cela comprenait la création de gardes-frontières militarisés et l'utilisation de tribunaux spécialisés pour juger rapidement les contrebandiers. À la longue, ces mesures ont eu un effet dévastateur sur l'économie d'Alep. En 1937, les journaux locaux rapportent que de nombreux commerçants d'Alep font faillite et que les dépôts situés près de la frontière syrienne ferment les uns après les autres. Les Français n'ont réagi qu'à l'aube de la seconde guerre mondiale lorsqu'ils se sont aperçus des risques politiques qu'engendraient la hausse du trafic d'armes.
En 1930 est constituée, pendant le mandat français la République syrienne, régime qui perdure jusqu'en 1958, date de l'entrée en vigueur du traité d'union syro-égyptienne et de la disparition de la République par fusion avec l'Égypte en République arabe unie (jusqu'en 1961).
Après la défaite de la France en Europe lors de la campagne de France en juin 1940, ce sont les Britanniques, et les Forces françaises libres, qui prennent le contrôle du pays (campagne de Syrie, juin-juillet 1941) redonnant le pouvoir à la France libre. Les Syriens continuent à réclamer le départ des Français, avec l’appui des Britanniques. De Gaulle engage un bras de fer avec Churchill et les Syriens qui se solde par le bombardement de la Syrie par la France gaullienne. Après plus de 2 000 morts, l'interposition de la Grande-Bretagne interrompt le conflit[source insuffisante]. L’indépendance de la Syrie s'ensuivra en 1946.

### Indépendance

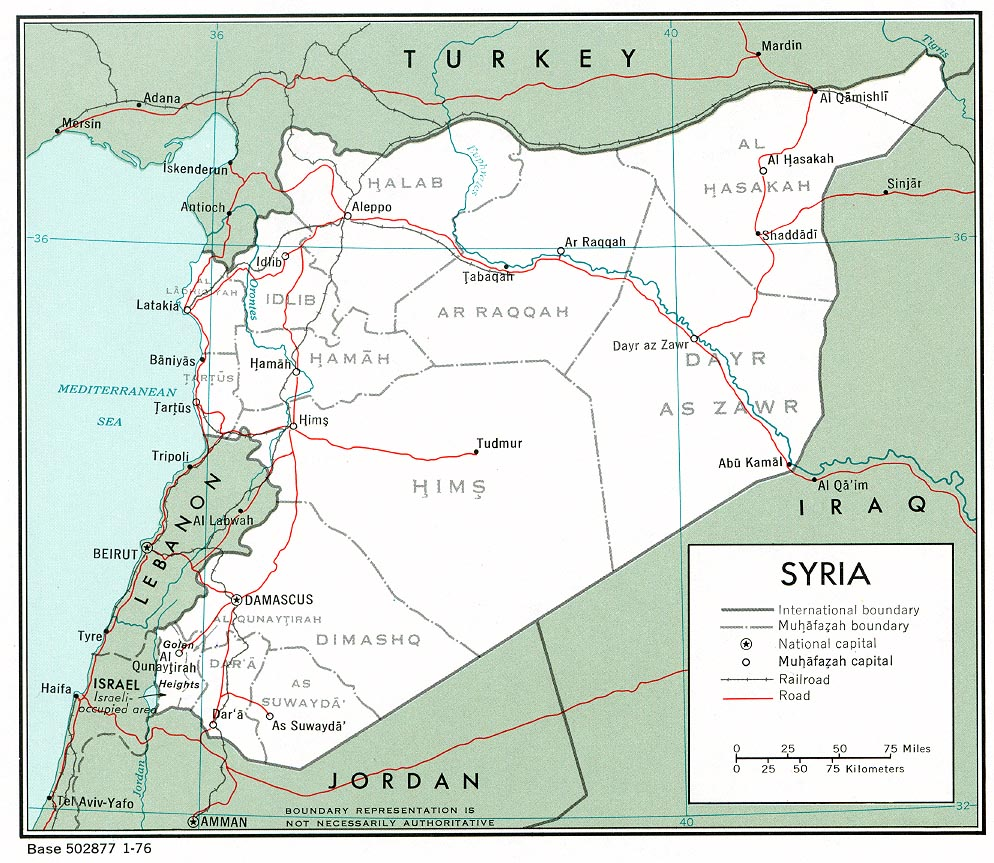
Carte de 1976 illustrant la Syrie moderne et ses gouvernorats.

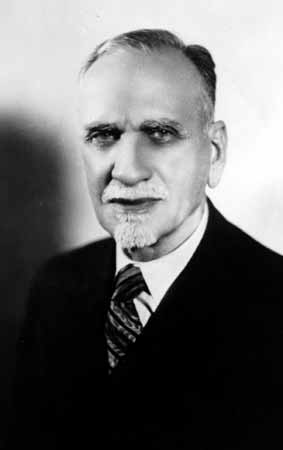
Le président Hachem al-Atassi.

Les premiers pourparlers entre la France et la Syrie en vue de la rédaction d’un traité d’indépendance avaient débuté en septembre 1936. Mohammed Ali Bey el-Abed, premier président syrien du mandat français, incarne alors dans le pays l'empreinte de la France, mais celle-ci ne continue pas la négociation du traité et maintient sa présence dans le pays jusqu’en 1946[réf. nécessaire].
Quand une semi-indépendance est accordée aux Syriens et aux Libanais, en 1943 sous la conduite du général Catroux, Haut-commissaire au Levant nommé par le général de Gaulle en 1941, Choukri al-Kouatli est élu président de la République.

### Coup d’État de Chichakli

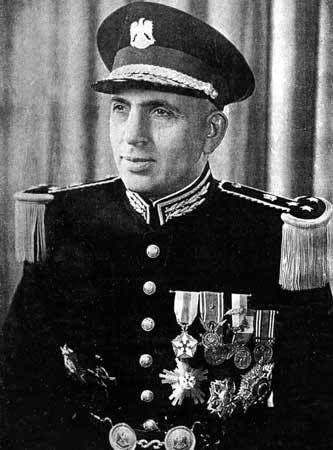
Le président Adib Chichakli.

La fin du mandat français est suivie d'une très grande instabilité en Syrie. Après la guerre israélo-arabe de 1948, le colonel Housni al-Zaïm procède à un coup d'État en mars 1949, mettant fin au système parlementaire syrien. Antoun Saadé, le président-fondateur du Parti social nationaliste syrien (PSNS) doit fuir le Liban où il a été condamné à mort et se réfugie en Syrie où le colonel Zaïm lui promet protection. Toutefois, quelques mois plus tard Zaïm livre Saadé aux autorités libanaises et Saadé est fusillé.
Après sa trahison, Zaïm est lui-même victime d'un coup d'État en août 1949 lorsque le colonel Sami al-Hinnaoui, membre du PSNS, le fait arrêter et exécuter. La femme de Saadé reçoit une lettre d'al-Hinnaoui lui indiquant que la mort de son mari a été vengée.
En décembre 1949, Al-Hinnaoui est renversé par un troisième coup d'État, mené par Adib Chichakli. Celui-ci se proclame président de la République en 1951 et dissout le Parlement la même année [réf. souhaitée]. Les États-Unis et le Royaume-Uni portent un intérêt considérable à Chichakli ; les Britanniques espèrent même l'amener à adhérer au pacte de Bagdad. Les Américains, dans l’espoir qu’il signe un traité de paix avec Israël, lui offrent par ailleurs une aide étrangère considérable [réf. souhaitée].
Mais en contrepartie, les États-Unis voudraient que le gouvernement syrien fasse des réfugiés palestiniens des Syriens à part entière : durant les négociations entre les États-Unis et la Syrie en 1952, le gouvernement américain va jusqu'à proposer la somme de 400 millions de dollars américains pour intégrer dans le pays - dans les plaines fertiles de la Djézireh - 500 000 Palestiniens. [réf. souhaitée]
Or certains partis politiques syriens - le Parti socialiste arabe d’Akram Hourani, ou encore le parti Baas de Michel Aflak - s’en prennent violemment à cette proposition, qui représente à leurs yeux, la vente du droit au retour des Palestiniens.[réf. souhaitée]
Avec l’alliance entre le Parti socialiste d’Hourani et le parti Baas d’Aflak, le nouveau parti Baas arabe socialiste tente ainsi, en 1952, de renverser Chichakli. Devant l’agitation, Chichakli refuse l'accord avec les États-Unis [réf. souhaitée].

### République arabe unie (1958-1961)

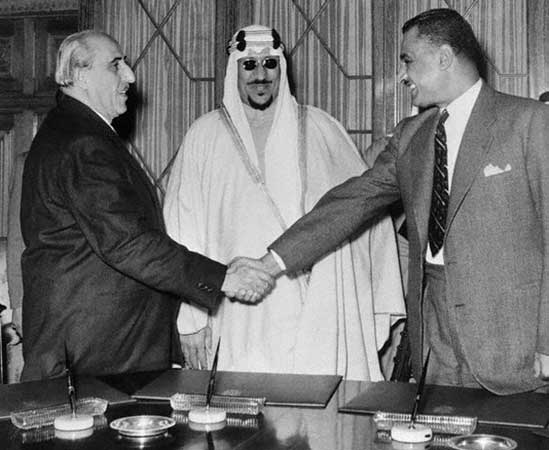
Le colonel Nasser, le président syrien, Choukri al-Kouatli et le roi Saoud.

Les civils reprennent le pouvoir en 1954, après le renversement du président Chichakli.
Mais une grande instabilité politique régnait alors dans le pays, le parallélisme des politiques syrienne et égyptienne et l’appel à l’union du président égyptien Gamal Abdel Nasser à la suite de la crise du canal de Suez en 1956 a créé des conditions favorables à l’union entre l’Égypte et la Syrie.
Le 1er février 1958, l'Égypte et la Syrie s’unissent, créant la République arabe unie, ce qui entraîne, de facto, l’interdiction des partis politiques syriens.
Les premières mesures de nationalisation et de réforme agraire datent de cette période de 1958-1961.
Mais l’union cesse rapidement d’exister. Le général Haydar al-Kouzbari fait un coup d’État le 28 septembre 1961, la Syrie faisant sécession, et rétablit la République arabe syrienne.

### Régime baassiste (1963-2024)
Les dix-huit mois suivants seront marqués par une grande instabilité politique, avec divers coups ou tentatives de coup d’État. Le 8 mars 1963, un nouveau coup d’État a lieu, installant le Conseil national de commande révolutionnaire au pouvoir, avec à sa tête Amine al-Hafez. Ce conseil est constitué d’un groupe de militaires et de civils, tous socialistes, qui ont assumé les fonctions exécutives et législatives. Le coup d’État est l’œuvre du parti Baas, et la majorité des membres de ce conseil étaient membres du Baas.

#### Premiers gouvernements (1963-1970)

##### Aspects politiques

Carte du Moyen-Orient moderne.

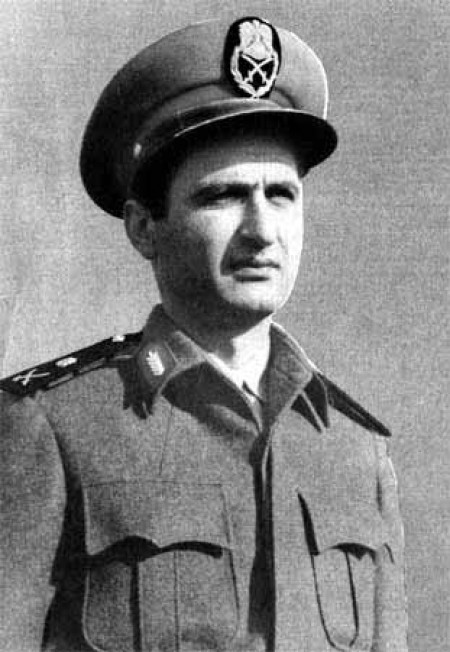
Salah Jedid, instigateur du coup d’État du 23 février 1966.

À quelques mois d’intervalle, le parti Baas procède également à un coup d’État en Irak. Le gouvernement syrien réfléchit, à nouveau, à l'éventualité d'une union entre l’Égypte, l’Irak et la Syrie.
Un accord fut signé au Caire le 17 avril 1963, pour mettre en œuvre un référendum sur l’union qui devait se tenir en septembre 1963.
Mais des désaccords sérieux entre les trois partis apparurent rapidement, et finalement le projet d’union fut abandonné.
En mai 1964, le président Amine al-Hafez promulgue une constitution temporaire prévoyant l’établissement d’un Conseil national de la révolution (CNR), des parlementaires désignés composés de travailleurs, de paysans et de syndicalistes.
Le 23 février 1966, un groupe de militaires, toujours issus du parti Baas, avec à leur tête Salah Jedid, réussit à renverser le gouvernement d’Amine al-Hafez. Celui-ci est emprisonné. Le nouveau gouvernement dissout le CNR, abroge la Constitution, et chasse les fondateurs historiques du parti Baas de Syrie (Michel Aflak, Salah Eddine Bitar et Akram Hourani), ce qui leur permet d’avoir une politique régionaliste et non plus panarabe comme le voulait le parti Baas.
Les chefs du coup d'État parlent alors de « rectification » des principes du parti. Mais la guerre des Six Jours, perdue par les Égyptiens et les Syriens face à l’armée israélienne, affaiblit du même coup le gouvernement de Salah Jedid.
Le 13 novembre 1970, profitant de l'impasse due à l'implication de l'armée syrienne dans la crise en Jordanie entre le roi Hussein et l'OLP (Septembre noir), le ministre de la Défense Hafez el-Assad procède à un coup d’État. Déposant Salah Jedid, il devient grâce à sa « révolution corrective » le nouveau premier ministre, et l’homme fort de la Syrie.

##### Aspects économiques
Durant les années 1960, les domaines de l’agriculture, de l’industrie, de l’éducation et de la santé, ont connu un développement important. Le PIB agricole enregistre une forte croissance pendant les années 1960 et 1970, les travaux d'irrigation ayant été considérés comme une priorité de l'action publique. L’État s'est vu accorder le rôle de moteur principal dans la secteur de l'agriculture, de même que les bourgeoisies urbaines, tandis que les paysans disposaient d'une marge d'initiative faible. L'objectif de l’État était de permettre l’autosuffisance alimentaire.

#### Dynastie el-Assad

##### Aspects politiques

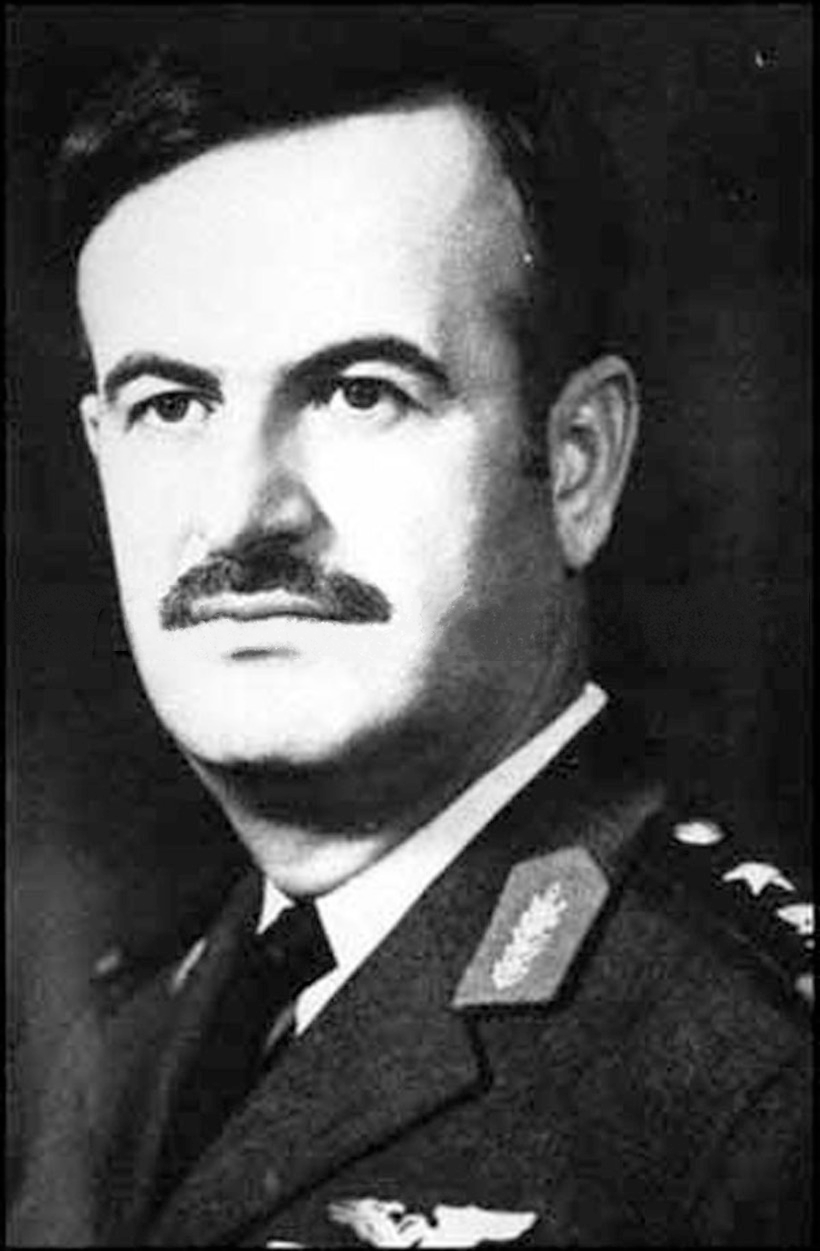
Hafez el-Assad, dictateur de la Syrie (1970-2000).

Hafez el-Assad, chef de l’État de 1970 à sa mort en 2000, est confirmé dans ses fonctions de chef de l’État par cinq référendums successifs où il est chaque fois l'unique candidat. Il est, après le roi Hassan II du Maroc, le chef d’État arabe qui est resté le plus longtemps au pouvoir. Cette longévité provient essentiellement du fait du verrouillage complet de la vie politique. Il était soutenu par des minorités religieuses, dont la minorité religieuse alaouite. Il est aussi soutenu par beaucoup de fermiers et par les Syriens vivant dans les milieux ruraux. L’expansion de la bureaucratie a créé une classe moyenne fidèle au gouvernement. Mais l’essentiel de sa puissance venait de l’armée syrienne et de son appareil de sécurité omniprésent. Un autre facteur de son maintien au pouvoir est le nationalisme, dont entre autres les conflits qui l’opposaient et opposent la Syrie aux États-Unis, à Israël et à l’Irak de Saddam Hussein.

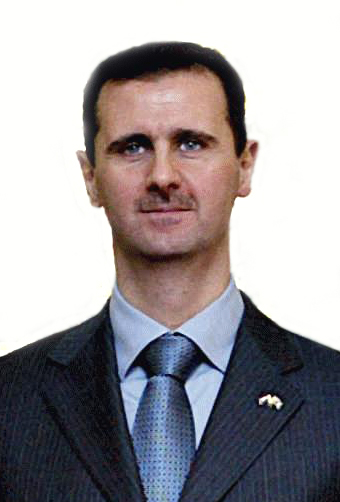
Bachar el-Assad, dictateur de la Syrie (2000-2024).

Bachar el-Assad succède à son père le 17 juillet 2000, après une modification de la constitution qui abaisse l'âge minimum pour la candidature à la présidentielle de 40 à 34 (âge de Bachar),. Seul candidat, il est élu par référendum. Les Syriens évoquent alors une « république-monarchie » pour qualifier la république héréditaire. Certains, et en particulier les militants pour les droits de l’homme espèrent cependant alors une certaine libéralisation du pays, de même que l'espèrent de nombreux responsables politiques étrangers ; c’est ce que l’on appelle le printemps de Damas.
Ce premier printemps ne dure pas longtemps : il se termine en février 2001, lorsque les services de sécurité gèlent l'activité des forums intellectuels, culturels et politiques, et avec la poursuite des militants pour les droits de l'homme et leur emprisonnement. Dans cette courte période de six mois, le printemps de Damas aura vu des débats politiques et sociaux intenses, d'une part, et d'autre part il a conservé un écho qui sonne dans les débats politiques, culturels et intellectuels jusqu'en 2011.

##### Aspects économiques
Hafez el-Assad met en œuvre une politique d'industrialisation dans les années 1970 ; toutefois cette politique échoue à porter ses fruits, et les années 1980 sont des années de stagnation économique. Les causes de cette situation sont liées à des choix inadaptés concernant les usines et leur localisation, ainsi qu'à la corruption qui sévit dans les milieux dirigeants. Malgré cela, les emplois industriels permettent à des catégories populaires de subsister économiquement.
Pendant la période 1977-1987 la Syrie bénéficie du soutien économique des pays du Golfe, d'un montant de 2 milliards de dollars par an.
Le régime prend un tournant libéral (sur le plan économique) dès 1986-1987 dans l'espoir de redresser l'économie du pays. Les difficultés sont accrues par le tarissement dès 1987 de l'aide des pays du Golfe eux-mêmes en proie à des difficultés financières.
Le secteur privé est longtemps négligé par les idéologues socialistes du régime (ceci alors même qu'il emploie 60 % de la main-d'œuvre industrielle dans les années 1970), mais il se maintient et connaît même un certain développement dans les années 1970 et 1990.
Un deuxième tournant libéral est pris en 2005 (Bachar el-Assad ayant alors succédé à son père) ; le régime parle alors d' "économie sociale de marché".

##### Aspects sociaux
Dans les années 1990, 30 % des Syriens travaillent dans l'agriculture, qui fournit 26 % du PIB. 26 % des Syriens travaillent dans l'industrie, qui représente 27 % du PIB. 43 % des Syriens travaillent dans le secteur des services, dont la moitié dans le secteur public (de l’État).
Durant cette même période, près de 30 % des Syriens actifs travaillent dans le secteur public (soldats non compris). Dès le milieu des années 1990, la proportion de Syriens travaillant dans le secteur public diminue ; celle travaillant dans le secteur privé passe de 63 % en 1994 à 79 % en 2004.
La croissance démographique est de 2,6 % par an entre 1994 et 2004.
Selon la sociologue Élisabeth Longuenesse, «la Syrie se trouvait, en 2011, confrontée aux contradictions découlant de la mise en œuvre des politiques de libéralisation économique, dans un contexte autoritaire gangrené par la corruption. En optant pour le « modèle chinois » d’une croissance économique sans mise en place d’amortisseurs sociaux, le régime a laissé se creuser les écarts sociaux de façon dramatique». La hausse du chômage et l'augmentation de la pauvreté ont favorisé la contestation sociale.

##### La révolution syrienne

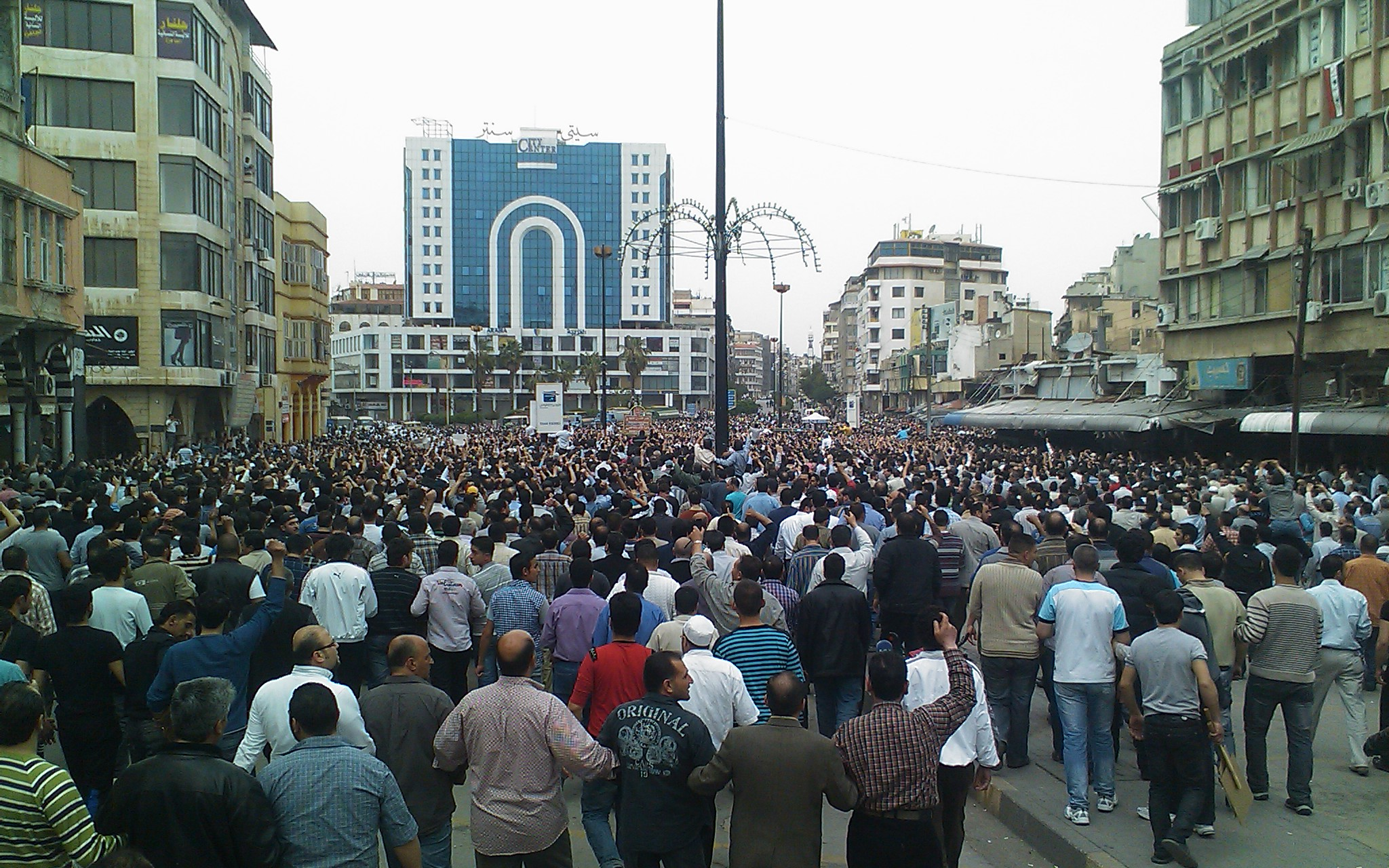
Manifestation anti-Assad à Homs le 18 avril 2011.

Début 2011, le printemps arabe atteint la Syrie. Des manifestations en faveur de la démocratie et pacifiques ont lieu dans tout le pays contre le régime baasiste du président Bachar el-Assad. Ces manifestations sont réprimées brutalement par le régime et peu à peu, le mouvement de contestation se transforme en une rébellion armée.
De nombreux belligérants participent au conflit. L'Armée syrienne libre, nationaliste, est le premier mouvement à mener la rébellion mais à partir de 2013, elle est supplantée par des groupes islamistes sunnites comme Ahrar al-Cham, Jaych al-Islam ou le Front al-Nosra, la branche syrienne d’Al-Qaïda. Les groupes rebelles sont soutenus principalement par la Turquie, le Qatar et l'Arabie saoudite. De son côté, le régime syrien se maintient grâce à l'aide de l'Iran et de la Russie. L'Iran déploie en Syrie des forces du Corps des Gardiens de la révolution islamique dès le début du conflit, par la suite des dizaines de milices islamistes chiites parrainées par Téhéran gagnent à leur tour la Syrie ; comme les Libanais du Hezbollah, les Afghans hazaras de la Division des Fatimides ou les Irakiens de l'Organisation Badr et du Harakat Hezbollah al-Nujaba. De son côté la Russie intervient militairement en septembre 2015 et commence une campagne de frappes aériennes en soutien du régime, notamment dirigée par le général russe Alexandre Dvornikov.

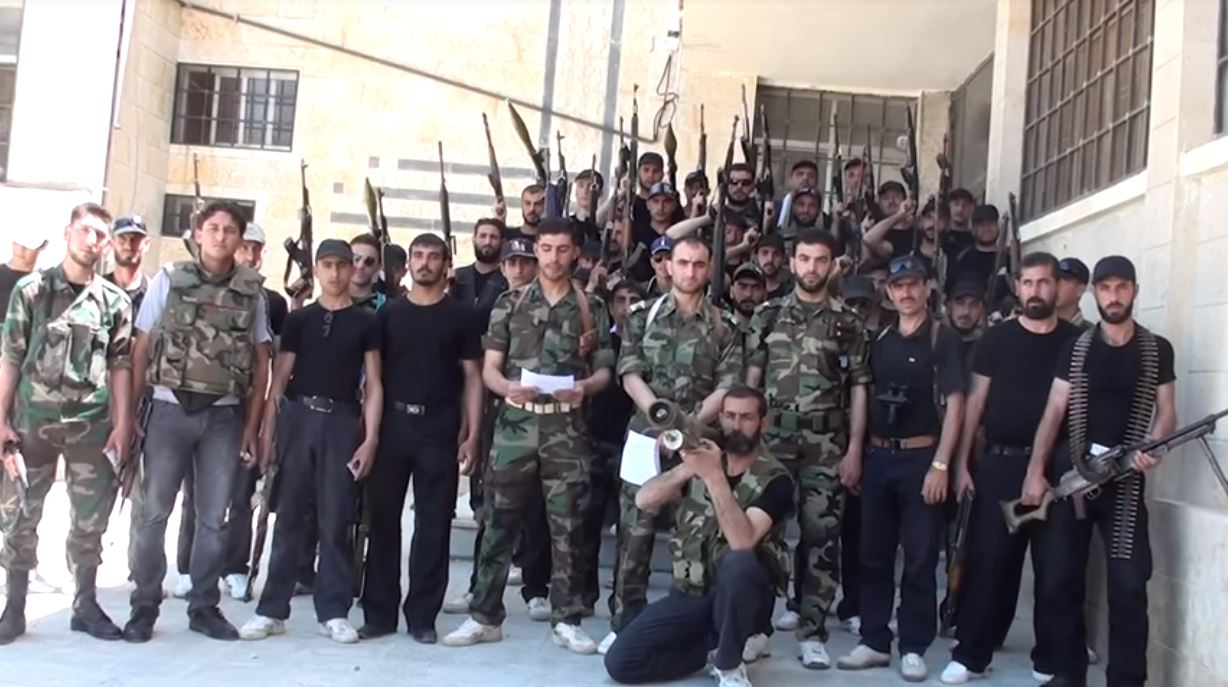
Rebelles de l'Armée syrienne libre à Rastane, le 26 avril 2012.

Venu d'Irak, l'État islamique (EI) apparaît en Syrie en 2013, initialement allié aux groupes rebelles syriens, il entre en conflit avec ces derniers à partir de janvier 2014. Dès septembre 2014, l'EI est la cible d'une campagne de frappes aériennes effectuée par une coalition menée par les États-Unis.
De leur côté, les Kurdes du Parti de l'union démocratique (PYD) et sa branche armée, les Unités de protection du peuple (YPG), liés au PKK, combattent pour l'autodétermination du Rojava.
De mars 2011 à février 2016, le conflit a fait de 260 000 à 470 000 morts d'après les estimations de diverses ONG et de l'ONU. De nombreux massacres, crimes de guerre et crimes contre l'humanité ont été commis, principalement par le régime syrien et l'État islamique. Le camp loyaliste est responsable de la majorité des victimes civiles de la guerre, souvent par le fait de bombardements aériens. Entre 100 000 et 200 000 personnes ont disparu dans les prisons du régime, au moins 12 000 à 60 000 y ont été torturées à mort. Des armes chimiques ont également été employées. La moitié de la population syrienne a été déplacée pendant le conflit et entre cinq et six millions de Syriens ont fui le pays, soit le quart de la population.

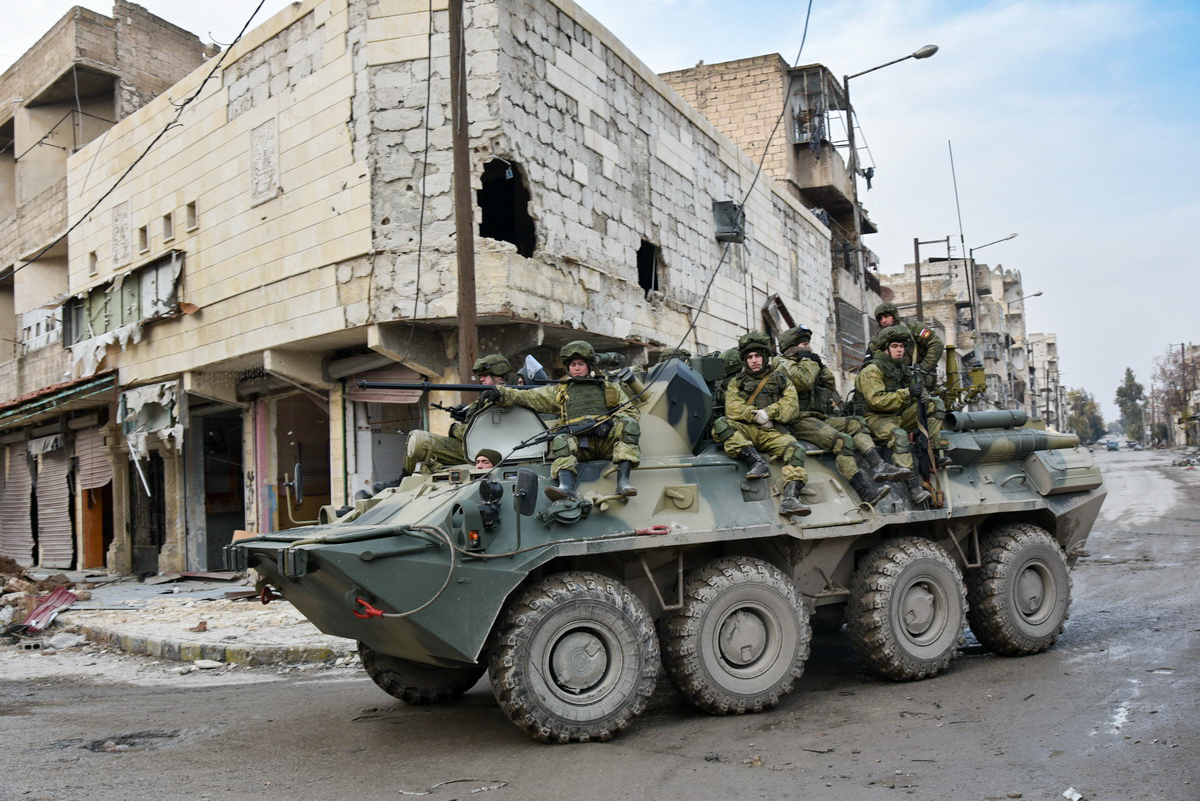
Militaires de l'armée russe à la fin de la bataille d'Alep, le 23 décembre 2016.

Fin 2019, dans le but de régler la guerre civile, le Comité constitutionnel syrien est créé sous l'égide de l'ONU.
Le 9 octobre 2019, la Turquie lance l’Opération Source de paix sur les territoires au nord de la Syrie, qui sont en majorité des territoires kurdes, ayant pour objectif de créer une bande de 32 km pour neutraliser les bases kurdes au bords de la Turquie. L’opération se transforme en conflit entre d’un côté la Turquie et l’Armée nationale syrienne et de l’autre les Forces démocratiques syriennes et la République arabe syrienne.
Au début des années 2020, le régime contrôle les deux tiers du territoire syrien, y compris les huit villes principales du pays, ainsi que 12 millions de personnes sur une population résidente totale de 17 millions d’habitants (7 autres millions de Syriens vivant en dehors du pays en tant que réfugiés). De plus, l’armée syrienne ne contrôle que 15 % des frontières terrestres internationales du pays, le reste étant sous contrôle d’acteurs étrangers.
En juin 2020, le président Assad démet de ses fonctions le Premier ministre Imad Khamis pour le remplacer par Hussein Arnous.
Fin novembre 2024, les rebelles du groupe Hayat Tahrir al-Cham lancent une offensive au nord-ouest de la Syrie, ce qui leur permet de prendre la ville d’Alep .
Les 7 et 8 décembre 2024, les rebelles islamistes prennent le contrôle de la capitale Damas, en particulier des médias et de l’aéroport. Le 8 décembre, le président Assad quitte Damas en avion alors que les conditions de sécurité s’y détériorent rapidement, selon deux hauts responsables de l'armée syrienne et il trouve asile en Russie selon certaines sources. La Turquie, voisine de la Syrie, a appelé le premier jour les acteurs internationaux et régionaux à assurer une « transition en douceur ». Des Syriens lancent des appels sur les réseaux sociaux et des « cellules souterraines cachées » sont recherchées par les Casques blancs.

### Transition politique (depuis 2024)

Offensive du peuple de 2024 en Syrie.

Le 10 décembre 2024, a la suite de la chute du régime Assad, les anciens rebelles nomment Mohammed al-Bachir en tant que président du Conseil des ministres, tandis qu'Ahmed al-Charaa, anciennement connu sous le nom de guerre d'Abou Mohammed al-Joulani, devient dirigeant de fait du pays en tant que commandant général.
Le nouveau gouvernement syrien annonce le 12 décembre 2024 qu'il va « geler la Constitution et le Parlement » jusqu'au lancement d'un processus constituant en mars 2025, la dissolution de tous les groupes armés et du parti Baas qui a gouverné la Syrie pendant plus de 60 ans. Ces décisions sont confirmées le 29 janvier suivant, date à laquelle la Constitution est suspendue et le Parlement dissout, et Ahmed al-Charaa est nommé président « pour la phase de transition ».
En janvier 2025, la Russie ne peut plus exploiter le port commercial de Tartous. Si Moscou est toujours autorisée à utiliser ce port méditerranéen stratégique à des fins militaires, le média syrien Shaam révèle que le contrat qui lui permettait de faire accoster ses pétroliers et ses navires de fret pour une durée de quarante-neuf ans a été annulé. Une décision qui illustre une position pragmatique et prudente de la part des nouvelles autorités syriennes, selon Thomas Pierret, chercheur à l'Irenam, spécialiste de la Syrie.
Ahmed al-Charaa se rend, le 2 février, en Arabie saoudite, sa première visite à l'étranger depuis sa prise de pouvoir,,.
Il déclare le 3 février 2025 qu’il faudrait « entre quatre et cinq ans » avant d’organiser des élections dans le pays dévasté par la guerre civile. « Il faudra une infrastructure » adéquate pour arriver à des élections.

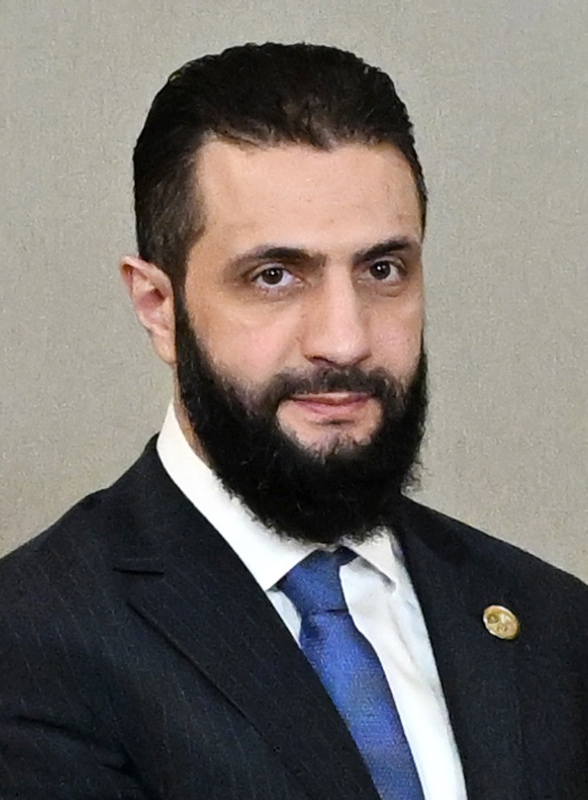
Ahmed al-Charaa, président syrien par intérim.

Le 4 mars, al-Charaa participe au sommet de la Ligue arabe sur Gaza au Caire.
Le 9 mars 2025, le gouvernement syrien a annoncé une enquête à la suite du meurtre de civils Alaouites, ce qui a provoqué un tollé international sur les pires violences depuis le renversement de Bashar al-Assad. L'Observatoire syrien des droits de l'homme a rapporté que 830 civils Alaouites avaient été tués dans des « exécutions » effectuées par des forces de sécurité ou des combattants progouvernementaux dans les provinces côtières de Lattaquié et Tartous.
Quelques jours après ces violences, un accord pour « intégrer » au sein de l’État toutes les institutions civiles et militaires relevant de l’administration autonome du Nord et de l'Est de la Syrie a été annoncé le 10 mars 2025 par la présidence du pays,,.
Les fidèles du président conservent les postes clés du gouvernement formé le 29 mars, qui voit cependant la nomination de technocrates à certains postes. Au lendemain de l’annonce de son nouveau gouvernement, Ahmed al-Charaa, déclare qu’il « ne pourra pas satisfaire tout le monde », reconnaissant que « chaque mesure que nous prenons ne fera pas consensus ».
Le 30 mars 2025, la nouvelle ministre des Affaires sociales et du Travail Hind Kabawat, opposante de longue date à Bachar el-Assad, fervente activiste des droits des femmes, prône une citoyenneté syrienne qui transcende les appartenances confessionnelles,.
Depuis la chute du régime Baas, deux puissances régionales tentent d’étendre leur influence sur la Syrie désormais présidée par Ahmed al-Charaa. Chacune à leur manière : Israël, en bombardant et en multipliant les incursions de ses troupes dans le sud du territoire syrien ; la Turquie, déjà présente dans le nord du pays, en espérant signer un accord de défense et récupérer des bases militaires.

## Institutions en évolution

### Politique
Dans les faits, la Syrie n'a plus connu d'élection démocratique depuis 1961 avec l'arrivée au pouvoir du parti Baas en 1963.

### Armée
D’après le site de statistiques Nationmaster, la Syrie se trouve au 13e rang mondial pour les effectifs militaires et au 5e rang mondial pour les effectifs militaires par tête (2008).
À la suite de l'offensive rebelle de 2024, le régime de Bachar el-Assad fut renversé, et l'armée arabe syrienne dissoute.

### Présidence
La constitution confère par ailleurs de larges compétences au président.
Le 13 mars 2025, le pays se dote, pour une période transitoire de cinq ans, d’une déclaration constitutionnelle. Elle met en place un régime présidentiel renforcé, caractérisé par une stricte séparation des pouvoirs.
Le président nomme et révoque les ministres, a le droit de proposer des lois, dispose d’un droit de veto sur les lois approuvées par l’assemblée populaire dont il nomme un tiers des membres, le reste étant nommé par une commission dont il choisit les membres. La jurisprudence islamique (fiqh) demeure la principale source de la législation - et non une source de la législation parmi d’autres, comme dans la constitution de 2012 -. Le président nomme aussi les sept membres de la nouvelle cour constitutionnelle suprême de Syrie.
La liberté de croyance des trois monothéismes et les droits culturels et linguistiques de tous les Syriens sont garantis, comme l’égalité des droits des citoyens, sans distinction de race, de religion, de sexe ou d'origine. La liberté d’opinion, d’expression et de la presse, les droits des femmes sont affirmés, comme le pluralisme politique et l’indépendance de la justice.
Mais l’exercice de ces droits peut être limité au nom de la sûreté nationale ou de la morale publique. Le président du comité de rédaction constitutionnelle, Abdel Hamid Al-Awak, professeur de droit constitutionnel à l’université Université Mardin Artuklu en Turquie, justifie ce choix par « la nécessité d’une gouvernance stable et efficace dans la période de transition ».

### Gouvernement et députés
Le Conseil du peuple (Majlis al-Chaab) est le Parlement de la Syrie.

## Revendications territoriales

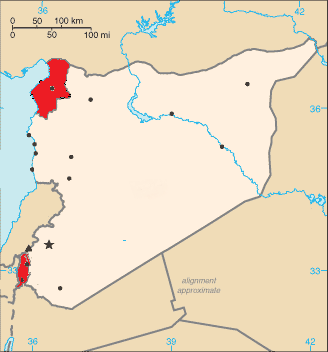
Le plateau du Golan (au sud) occupé par Israël depuis 1967 et le Hatay (au nord) cédé à la Turquie en 1939.

Le Nord de la Syrie est partiellement occupé par la Turquie depuis l’Opération Source de Paix lancé en 2019.
En plus des territoires contrôlés par la Syrie, le pays revendique deux territoires frontaliers contrôlés par des pays étrangers voisins :
- le plateau du Golan, région du sud-ouest de la Syrie occupée par Israël à la suite de la guerre des Six Jours de 1967 et annexée par l’État israélien le 14 décembre 1981 au travers de la loi du plateau du Golan. L'annexion de cette région, qui forme pour les Syriens l'essentiel du gouvernorat de Qouneïtra (capitale : Qouneïtra), a été condamnée par le Conseil de sécurité des Nations unies et n’a jamais été reconnue par la communauté internationale ;
- le Hatay, aujourd'hui province rattachée à la Turquie (depuis le 23 juillet 1939 à la suite d'un accord franco-turc) qui fut une république indépendante durant près d'un an de 1938 à 1939 sous le nom d'État du Hatay[Note 9].

## Subdivisions
La Syrie est divisée en quatorze gouvernorats, ou mohafazate (singulier : mohafaza), portant chacun le nom de leur chef-lieu. Les gouverneurs sont proposés par le ministère de l’Intérieur au gouvernement, lequel annonce leur nomination par décret exécutif.
Dans ses fonctions, le gouverneur est assisté par un conseil provincial élu. Une partie du gouvernorat de Qouneïtra est sous occupation israélienne depuis 1967 (voir Golan). Le Golan est un des principaux sujets de discorde entre Israël et la Syrie. Ce dernier et l'ONU le considèrent comme territoire syrien occupé, alors qu'Israël le considère comme annexé. Les gouvernorats sont subdivisés en districts puis en sous-districts.
| \| 100 km1:7 130 000 Capitale nationale Population > 500 000 hab. Population > 100 000 hab. Population > 50 000 hab. Population < 50 000 hab. \| (Rif Dimashq) Damas Alep Deraa Qouneitra Tartous Lattaquié Deir ez-Zor Homs Hama Raqqa Idlib Hassaké Soueïda |
| 100 km1:7 130 000 Capitale nationale Population > 500 000 hab. Population > 100 000 hab. Population > 50 000 hab. Population < 50 000 hab. |

| 100 km1:7 130 000 Capitale nationale Population > 500 000 hab. Population > 100 000 hab. Population > 50 000 hab. Population < 50 000 hab. |

## Géographie
L’essentiel du territoire syrien est constitué par un vaste plateau calcaire (hamada) surmonté de quelques anciens reliefs volcaniques (Djebel el-Druze), et traversé au nord-est par le fleuve Euphrate.

### Hydrographie
Le pays est en dessous du niveau du seuil de pénurie puisque la ressource par habitant s’établit à 947 m3 par an (le seuil de stress hydrique est généralement fixé à 1 700 m3 par an et par habitant et le seuil de pénurie à 1 000 m3). La Syrie reçoit de plus son eau des pays voisins : 50 % des réserves proviennent de Turquie, 20 % du Liban. Autre facteur inquiétant, l’exploitation des nappes phréatiques dépasse leur capacité de renouvellement. La Syrie exploite ainsi aujourd’hui plus de 50 % des ressources renouvelables, alors que le seuil maximum communément admis est de 30 %.
Le nord-est du pays (« Djézireh ») et le sud (« Haurane ») sont des zones agricoles importantes.

### Climat
La Syrie est un pays majoritairement aride, en particulier à l’intérieur et dans la partie orientale. Le niveau de pluviométrie moyen est de 318 mm par an mais tombe à moins de 150 mm dans le nord-est, contre plus de 800 mm à proximité de la côte et près de 1 400 mm dans les montagnes.
La Syrie connaît un climat tempéré composé de quatre saisons. La température moyenne estivale atteint les 32 °C et la température moyenne hivernale est de 10 °C. Au printemps et en automne la moyenne des températures est de 22 °C.

### Environnement
La Syrie est un pays situé à l'extrémité orientale de la mer Méditerranée. Outre son littoral, le pays possède une plaine côtière, des chaînes de montagnes à l'ouest, une steppe semi-aride au centre occupant la majeure partie du pays et une zone désertique à l'est. Chacune de ces zones a ses propres animaux et plantes caractéristiques.
Environ 3 100 espèces de plantes à fleurs ont été répertoriées en Syrie, ainsi que 112 gymnospermes. Le pays peut être considéré comme un carrefour entre différentes zones de végétation et la flore montre des influences de trois continents : l’Europe, l’Asie et l’Afrique.
La Syrie possède une faune diverse avec 125 espèces de mammifères, 394 d'oiseaux, 127 de reptiles, 16 d'amphibiens et 157 espèces de poissons d'eau douce recensés dans le pays.

### Villes
Les principales villes du pays incluent Damas dans le Sud-Ouest, Alep dans le Nord, et Homs. Les autres villes importantes sont situées pour la plupart sur la côte.

## Économie

Évolution du PIB réel par habitant.

Entre 2010 et 2014, l'économie syrienne s'est rétractée de 62 %, phénomène dû à la Guerre syrienne, qui a détruit les infrastructures et des lieux de production et empêché les échanges. Une contraction de 12 à 20 % de l'activité économique est attendue pour l'ensemble de 2011. Le chômage a quintuplé et la devise syrienne a perdu les 5/6 de sa valeur,.
Avant le début de la guerre syrienne, l'Union européenne achetait 95 % du pétrole exporté par la Syrie, ce qui représentait entre un quart et un tiers des recettes de ce pays. En septembre 2011, pour faire pression sur le régime, l'Union européenne décrète un embargo total sur le pétrole syrien. En avril 2013, la guerre s'éternisant, l’Europe lève « partiellement » son embargo sur le pétrole syrien : « les ministres européens des Affaires étrangères souhaitant ainsi aider les rebelles syriens, qui contrôlent une partie des champs pétroliers ».
De 2011 à 2014, la guerre a coûté 502 milliards de livres syriennes (3 milliards de dollars américains) aux secteurs du pétrole et des mines du pays. En mai 2014, alors que la Russie fournit surtout des armes, l'Iran livre plutôt du pétrole à Bachar el-Assad.
Le conflit a détruit fin 2014, environ 791 000 logements, destructions qui ont eu lieu à 58 % à Alep, à 20,5 % à Homs et à 12,92 % à Hama. Au niveau agricole, la superficie cultivée est passée de 8 millions d'hectares à 3,6 millions entre 2010 et 2015. Au total entre 2011 et 2016, la guerre civile aurait coûté près de 260 milliards de dollars au total.

### Système horaire
L’horaire d’hiver prend effet du mois de novembre au mois de mars (UTC+02:00). L’horaire d’été est appliqué du mois d’avril au mois d’octobre (UTC+03:00).

## Enseignement et scolarité
L’éducation est gratuite et obligatoire de l’âge de 6 ans à l'âge de 15 ans, soit de la première à la neuvième classe (réforme de 2002, l'équivalent français de CP à la 3e). La scolarité se compose de six ans d’études primaires, de quatre années d'études préparatoires (équivalent du collège français), puis d’une formation générale ou professionnelle de trois ans (lycée). La durée des études supérieures est variable : deux ans pour les instituts moyens (études professionnelles ou techniques), quatre ans pour une licence générale, cinq ans pour un diplôme d’ingénieur, etc.
Le nombre d’inscrits dans les établissements d’études supérieures est de plus de 150 000 élèves. L’alphabétisation chez les Syriens est de 90 % chez les garçons et de 80 % chez les filles.
Les politiques d'alphabétisations ont connu une forte avancée avec l'arrivée du parti Baath au pouvoir dans les années 1960.

## Démographie

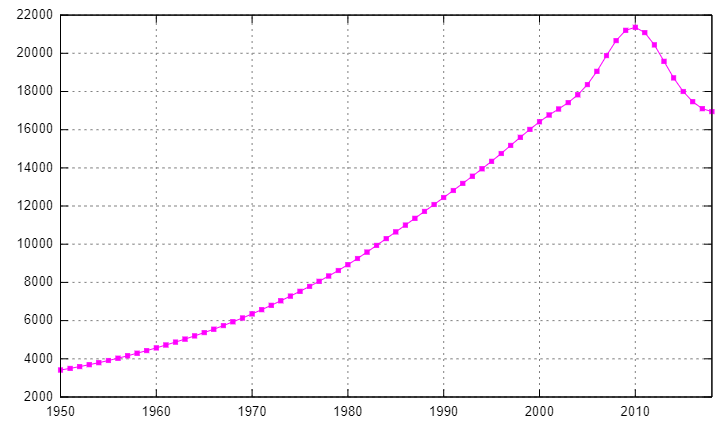
Évolution de la démographie entre 1961 et 2013 (chiffre de la FAO). Population en milliers d’habitants.

La plupart des Syriens (22,5 millions d'habitants en 2011) vivent non loin de l’Euphrate et le long de la côte, une bande de terre fertile entre les montagnes côtières et le désert, entre Alep au nord, et Damas au sud, en passant par Hama et Homs. Ces quatre villes regroupent environ 8,5 millions d'habitants sur les 22 millions de la Syrie, soit un peu moins de 40 % de la population du pays.
La mortalité infantile serait inférieure à 23 pour 1 000 naissances[réf. nécessaire]. L'espérance de vie serait 75 ans[réf. nécessaire] et l'indice de développement humain (IDH) de 0,577 au 150e rang mondial en 2021 sur 191 pays.

### Ethnies et religions

#### Musulmans
La population de la Syrie compte environ 78 % de musulmans sunnites et 12 % d'alaouites,.
Il n'y a plus de recensement confessionnel en Syrie depuis 1958, et les estimations des répartitions des différents groupes religieux reprennent, ou s'inspirent des statistiques établies au temps du mandat français, en 1936. Les estimations de répartitions des différents groupes confessionnels sont difficiles, car depuis 1936, la population syrienne a plus que quadruplé, passant d'environ 5 millions d'habitants en 1936, à plus de 22,5 millions en 2011.

#### Chrétiens
Environ 10 % de la population Syrienne est chrétienne,. Les chrétiens sont répartis en plusieurs confessions : les syriaques (appelés syrian en arabe, ou suryoyo ou souraya en syriaque moderne) sont de loin les plus nombreux, suivis par les grecs-orthodoxes (environ 250 000, chrétiens de rite byzantin), viennent ensuite les grecs-catholiques melkites (environ 200 000, chrétiens de rite byzantin unis à Rome depuis 1724), les maronites, les chaldéens (aachouriyine et kaldane en arabe), les protestants et les catholiques-romains (rite latin).
Il existe aussi une importante communauté arménienne vivant principalement à Alep, issue de rescapés du génocide de 1915 perpétré par les ottomans lors de la 1re guerre mondiale. Les Arméniens étaient environ 250 000 en Syrie au début des années 1960, ils sont maintenant (2010) 190 000.
Aujourd'hui, presque tous les chrétiens présents en Syrie sont arabes ou issus d'ethnies arabisées, à l’exception des arméniens.

#### Juifs
La Syrie a abrité depuis l'Antiquité une importante population de juifs. De nombreux juifs sont arrivés bien plus tard à partir de la fin du XVe siècle, après l'expulsion des juifs d'Espagne. Ainsi, les juifs syriens tirent leur origine de deux groupes : des juifs qui habitaient la Syrie actuelle depuis les temps anciens (parfois classés comme juifs Mizrahim, un terme générique désignant les Juifs ayant une longue histoire en Asie occidentale ou en Afrique du Nord) ; et des Juifs séfarades qui ont fui vers la Syrie à la suite du décret de l'Alhambra en 1492. Il y avait de grandes communautés à Alep (« Juifs Halabi », Alep se dit Halab en arabe) et à Damas (« Juifs Shami ») pendant des siècles, et une plus petite communauté à Qamichli à la frontière turque près de Nusaybin. Dans la première moitié du XXe siècle, un grand pourcentage de Juifs syriens ont immigré aux États-Unis, en Amérique latine et en Palestine. Le processus s'est achevé avec la création de l'État d'Israël en 1948. La plupart des Juifs restants sont partis dans les 28 années qui ont suivi 1973, en partie du fait de l'action de Judy Feld Carr, qui affirme avoir aidé quelque 3 228 Juifs à émigrer ; l'émigration a été officiellement autorisée en 1992.

#### Kurdes
Les Kurdes, qui sont linguistiquement un peuple indo-iranien, représentent une minorité ethnique, avec environ 10 % de la population.
La plupart des Kurdes vivent dans le nord-est de la Syrie, et beaucoup parlent la langue kurde. Quelques Kurdes vivent aussi dans les grandes villes syriennes, comme Hassaké, Qamichli ou Boukamal.

#### Israéliens
Plus de 12 000 Israëliens (sur 28 000 habitants) sont installés dans le Plateau du Golan, occupé par l’armée israélienne depuis la guerre des Six Jours (1967), puis annexé par l'État hébreu, annexion non internationalement reconnue.

#### Druzes
Principalement établis dans le sud du Liban, dans la partie centrale du Mont Liban, et dans le sud de la Syrie (où ils occupent notamment la zone montagneuse du Hauran, connue sous le nom de Djebel el-Druze).
Leur nombre est estimé à environ 1 million. Dispersés, les druzes vivent surtout au Liban (où ils seraient entre 280 000 et 350 000, soit 4 % de la population), en Syrie (de 500 000 à 750 000 personnes), et en Israël (environ 118 000 personnes).

### Langues

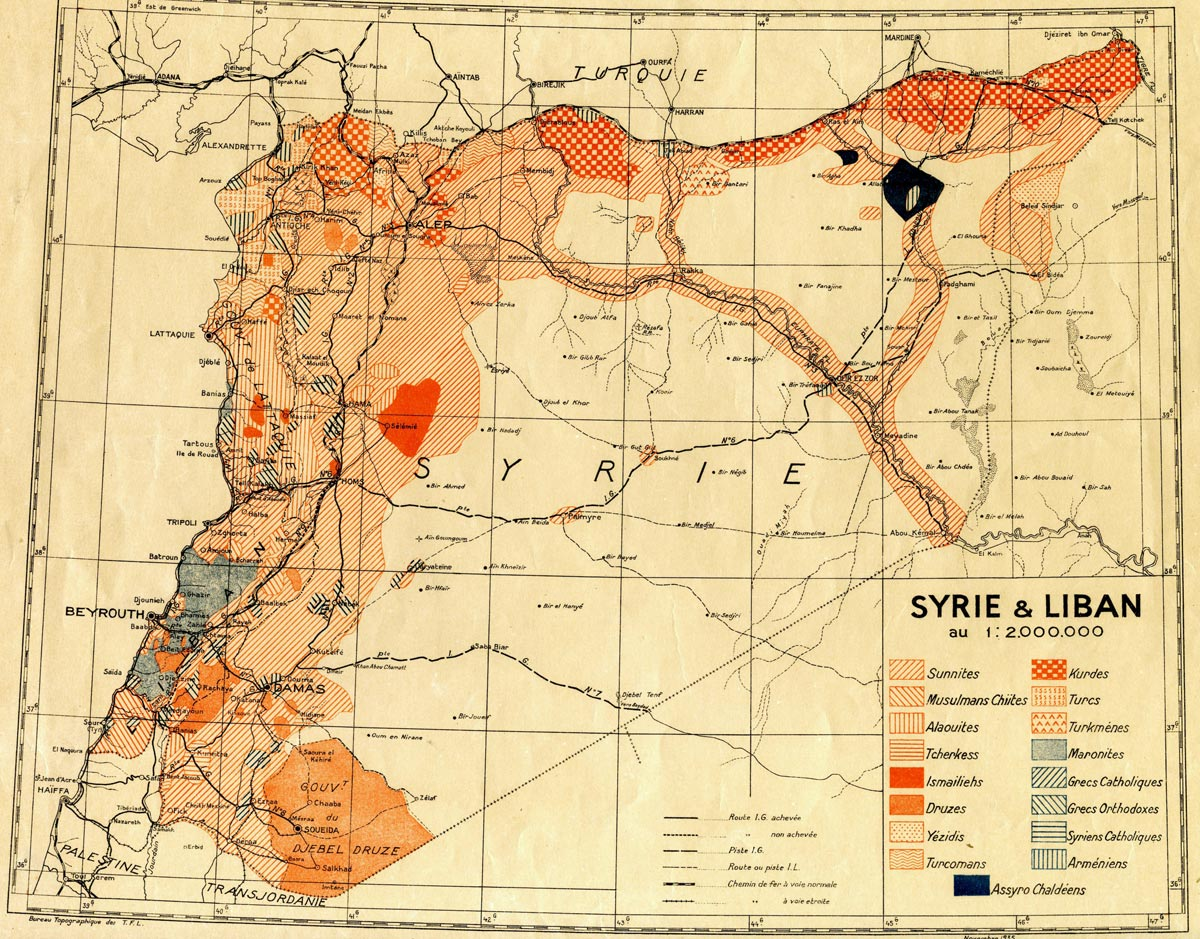
Une carte des communautés religieuses et ethniques de la Syrie et du Liban (1935).

La langue arabe est la langue officielle du pays, la grande majorité des Syriens parlent l'arabe syrien, variante dialectale de l'arabe, également utilisée au Liban, en Autorité palestinienne, et dans une moindre mesure en Irak et en Jordanie.
De nombreux Syriens instruits parlent l’anglais, le russe et le français (surtout dans la bourgeoisie et la communauté chrétienne, il y a moins de 4 500 francophones de nos jours), mais l’anglais est plus largement compris (de 650 000 à un million de locuteurs, en seconde langue).
L’arménien, le kurde, le tcherkesse et le turkmène sont aussi parlés dans le pays par les minorités nationales.
L’araméen (la langue biblique, celle de Jésus-Christ) à travers le néo-araméen occidental au nord de Damas et le touroyo en particulier dans la Jaziré. Le turc est encore parlé en seconde langue, surtout pour des raisons historiques, au nord, vers la frontière turque, et à Alep : le nombre de locuteurs est inconnu, du fait de relations difficiles de la Syrie avec son voisin turc, pour des raisons politiques, et aussi en raison du passé de la Syrie au sein de l'Empire ottoman. Il y a des contentieux aussi en ce qui concerne la région du Sandjak d'Alexandrette (hui Iskandaroun), annexé par la Turquie en 1939, et qui comprend encore aujourd'hui une majorité d'arabes. La Syrie revendique toujours cette région. Autrefois parlé, et langue importante, le grec a disparu depuis les années 1950, mais reste une langue historique, la langue véhiculaire sous l'Empire byzantin, et son héritage se retrouve à travers les Chrétiens grecs orthodoxes. La langue kurde est parlée par plus de trois millions de personnes. De 1932 à 1945, il y avait trois revues kurdes publiées en langue kurde à Damas, par Jaladat Badir Khan, Haouar, en 1932, Ronahi, en 1941 et la revue Stere, en 1943 (Damas).
Du fait de liens importants avec la Russie, le russe est parlé en seconde langue par 15 000 à 20 000 personnes. Il existe une diaspora de Syriens en Russie (plus de 10 000 Syriens). Le russe est enseigné à l'université et dans certains lycées, tout comme le chinois, parlé cependant dans une moindre mesure. Le russe est la seconde langue enseignée dans les collèges, après l'anglais. En 2018, environ 250 000 élèves Syriens étudieraient le russe, du lycée à l'université, des effectifs toutefois moins importants que l'anglais. Le chinois est une langue de plus en plus choisie à l'université, notamment du fait d'échanges importants avec la Chine. Le persan et l'allemand sont également enseignés.
Avant le début de la guerre civile syrienne, environ 8 000 élèves étudiaient dans les établissements catholiques francophones.

## Culture
Les premières traces d’agriculture ou d’élevage furent trouvées en Syrie. Le premier alphabet du monde fut inventé en Syrie, à Ougarit.

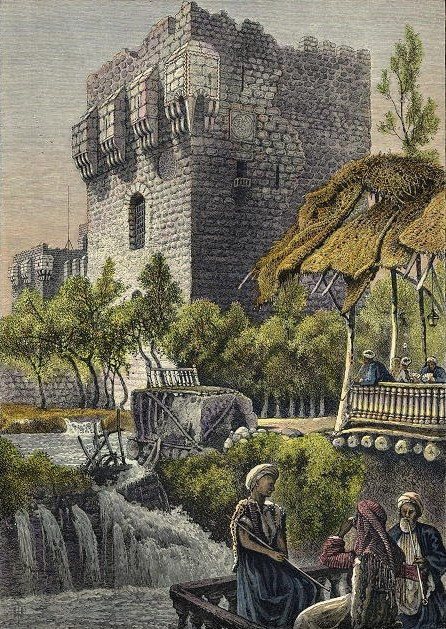
Une représentation de la citadelle de Damas dans les années 1880.

Les réalisations artistiques et culturelles de la Syrie antique sont nombreuses. Les archéologues ont découvert que la culture syrienne rivalisait avec celles de la Mésopotamie et de l’Égypte, surtout autour d’Ebla. De plus, beaucoup d’artistes syriens ont contribué à la pensée et à la culture hellénistique romaine. Cicéron était un élève d’Antiochos d'Ascalon à Athènes. Et les livres de Posidonios ont beaucoup influencé Tite-Live et Plutarque.
Les Syriens ont aussi contribué à la littérature et à la musique arabe et ont une grande tradition de la poésie orale et écrite.
Les intellectuels syriens émigrés en Égypte ont joué un rôle décisif dans la nahda, la renaissance culturelle et littéraire des Arabes au XIXe siècle.
Il faut ici souligner le rôle des Syriens d'Égypte, appelés Chouam Masr en arabe, issus de l'émigration du XIXe siècle (en particulier après les massacres des chrétiens à Damas en 1860). La communauté syrienne d'Égypte, essentiellement chrétienne (grecs-catholiques en majorité mais aussi grecs-orthodoxes, maronites ou syriaques) a joué durant un siècle un rôle de premier plan dans l'essor de l'Égypte moderne. Ses membres ont été très actifs dans la haute fonction publique (Mikhaïl Kahil Pacha, Habib Sakakini Pacha), les douanes, les banques, l'ingénierie (Farid Boulad Bey), le commerce (les grands magasins de la famille Sednaoui), l'industrie (coton, savon), les transports, la presse, le théâtre (Georges Abyad), le cinéma (le réalisateur Henri Barakat).
Francophone et éduquée, la communauté des Syriens d'Égypte a constitué une bourgeoisie prospère et moderne. Elle s'est considérablement réduite sous le mandat de Nasser, ayant particulièrement souffert des lois de nationalisations de 1961, et ses membres ont pour la plupart émigré au Liban, en Europe ou en Amérique du Nord. Parmi les familles syriennes chrétiennes ayant joué un rôle remarquable dans les affaires et la haute administration en Égypte on peut citer les familles Assouad, Anhouri, Ayrout, Barakat, Boulad, Kassab, Debbané, Fattal, Ghorra, Kahil, Lakah, Medaouar, Messadiyé, Michaca, Pharaon, Rathle, Sabbagh, Sakakini, Sednaoui, Toutoungi, Zananiri, Zemokhol.

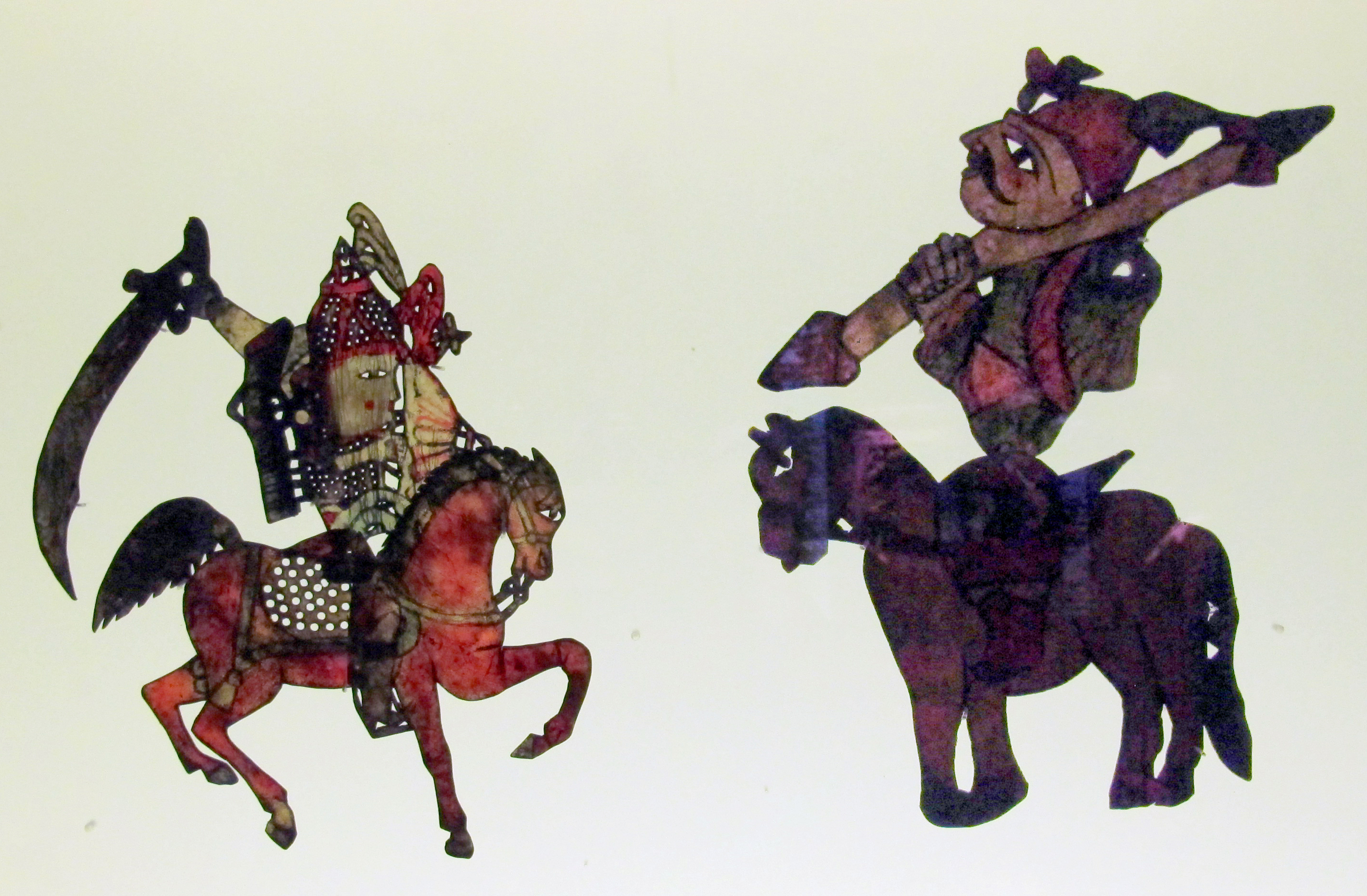
Figurines du théâtre d'ombres damasquin de la fin du XIXe siècle ou du début du XXe siècle (musée du Quai Branly - Jacques-Chirac).

Les auteurs syriens les plus célèbres sont Adonis, Haidar Haidar (en), Ghada al-Samman, Nizar Kabbani et Zakaria Tamer.
Les artistes syriens les plus célèbres sont Fateh Moudarres (en), Louay Kayyali, Nahed Koussa, et Saad Yagan.
Les chanteurs syriens célèbres sont entre autres Georges Ouassouf, Ouadih Mrad, Majd el Kasem, Assala Nasri, Rabi Al Asmar, Elias Karam… à préciser aussi que les stars Farid El Atrache et sa sœur Asmahan ont fait leur carrière en Égypte sont d'ascendance syrienne (famille princière druze Al Atrach originaire de Jebel ed druz).
La Syrie possède une petite industrie cinématographique, dont la production est entièrement contrôlée par l’Organisation nationale du cinéma d’État, qui emploie des réalisateurs de films sous le statut de fonctionnaires. Il n’y a qu’un seul film qui peut sortir par an, il est néanmoins souvent salué par les festivals internationaux.
Le feuilleton télévisé syrien de Bab El Hara, très connu dans le monde arabe, a eu un énorme succès.
La numération utilise les chiffres arabes : ٠ (0), ١ (1), ٢ (2), ٣ (3), ٤ (4), ٥ (5), ٦ (6), ٧ (7), ٨ (8) et ٩ (9).
Damas, la capitale de la Syrie, a été élue capitale culturelle du monde arabe en 2008.

### Fêtes et jours fériés
| Date                               | Nom français           | Nom local                                               | Remarque                                                         |
| ---------------------------------- | ---------------------- | ------------------------------------------------------- | ---------------------------------------------------------------- |
| 1er janvier                        | Jour de l'an           | عيد رأس السنة الميلادية (ʿīd raʾs as-sana al-mīlādiyya) |                                                                  |
| 8 mars                             | Révolution du 8 mars   | ثورة الثامن من آذار (ṯawrat aṯ-ṯāmin min āḏār)          |                                                                  |
| 21 mars                            | Fête des Mères         | عيد الأم (ʿīd al-umm)                                   |                                                                  |
| 17 avril                           | Journée d'Indépendance | عيد الجلاء (ʿīd al-jalāʾ)                               | Célébration de l'indépendance de la Syrie vis-à-vis de la France |
| variable                           | Pâques grégorienne     | عيد الفصح الغريغوري (ʿīd al-fiṣḥ al-ġrīġūrī)            | Selon le calendrier grégorien                                    |
| variable                           | Pâques julienne        | عيد الفصح اليوليوسي (ʿīd al-fiṣḥ al-yūliyūsī)           | Selon le calendrier julien                                       |
| 1er mai                            | Fête du Travail        | عيد العمال (ʿīd al-ʿummāl)                              |                                                                  |
| 6 mai                              | Journée des martyrs    | عيد الشهداء (ʿīd aš-šuhadāʾ)                            |                                                                  |
| 25 décembre                        | Noël                   | عيد الميلاد المجيد (ʿīd al-mīlād al-majīd)              |                                                                  |
| Dates selon le calendrier musulman |                        |                                                         |                                                                  |
| Dhou al-hijja 10                   | Aïd al-Adha            | عيد الأضحى (ʿīd al-aḍḥá)                                |                                                                  |
| Chawwal 1                          | Aïd el-Fitr            | عيد الفطر (ʿīd al-fiṭr)                                 |                                                                  |
| Rabia al awal 12                   | Mawlid                 | المولد النبوي (al-mawlid an-nabawī)                     | Anniversaire de Mahomet                                          |

### Foires et festivals
| Festival/Foire                   | Ville                | Mois      |
| -------------------------------- | -------------------- | --------- |
| Festival des fleurs              | Lattaquié (اللاذقية) | Avril     |
| Festival traditionnel            | Palmyre (تدمر)       | Mai       |
| Foire internationale des fleurs  | Damas (دمشق)         | Mai       |
| Festival de la vigne             | Soueïda (السويداء)   | Septembre |
| Festival du coton                | Alep (حلب)           | Septembre |
| Foire internationale de Damas    | Damas (دمشق)         | Septembre |
| Festival de l'amour              | Lattaquié (اللاذقية) | Septembre |
| Festival de Bosra                | Bosra (بصرى)         | Septembre |
| Festival des films et du théâtre | Damas (دمشق)         | Novembre  |

## Sports
Le niveau sportif syrien n'est pas très élevé mais on peut tout de même citer quelques sports pratiqués. Parmi les sportifs syriens les plus titrés on trouve Ghada Chouaa championne olympique (Jeux olympiques d'été de 1996 à Atlanta) et championne du monde (1995 à Göteborg) en heptathlon.

### Football
La vie sportive syrienne est rythmée par son championnat semi-professionnel de football, le Championnat de Syrie de football, ainsi que par sa coupe, la Coupe de Syrie de football et l'Équipe de Syrie de football. Cependant, le niveau syrien reste assez faible.

### Basket-ball
C'est le deuxième sport national en Syrie (masculin et féminin). Le niveau s'est amélioré dans les années 2000 à son entrée dans le professionnalisme avec la Ligue syrienne de basket-ball (en). La Syrie a de bonnes équipes comme :
- Jalaa SC (men's basketball) (en) ;
- Al-Ittihad SC Aleppo (men's basketball) (en) ;
- Al-Jaish SC Syria (men's basketball) (en) ;
- Al Wahda (men's basketball) (en). (Champion 2023/2024)

## Galerie
- Divers monuments et sites

"Divers
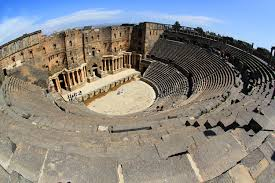
Le théâtre de Bosra.
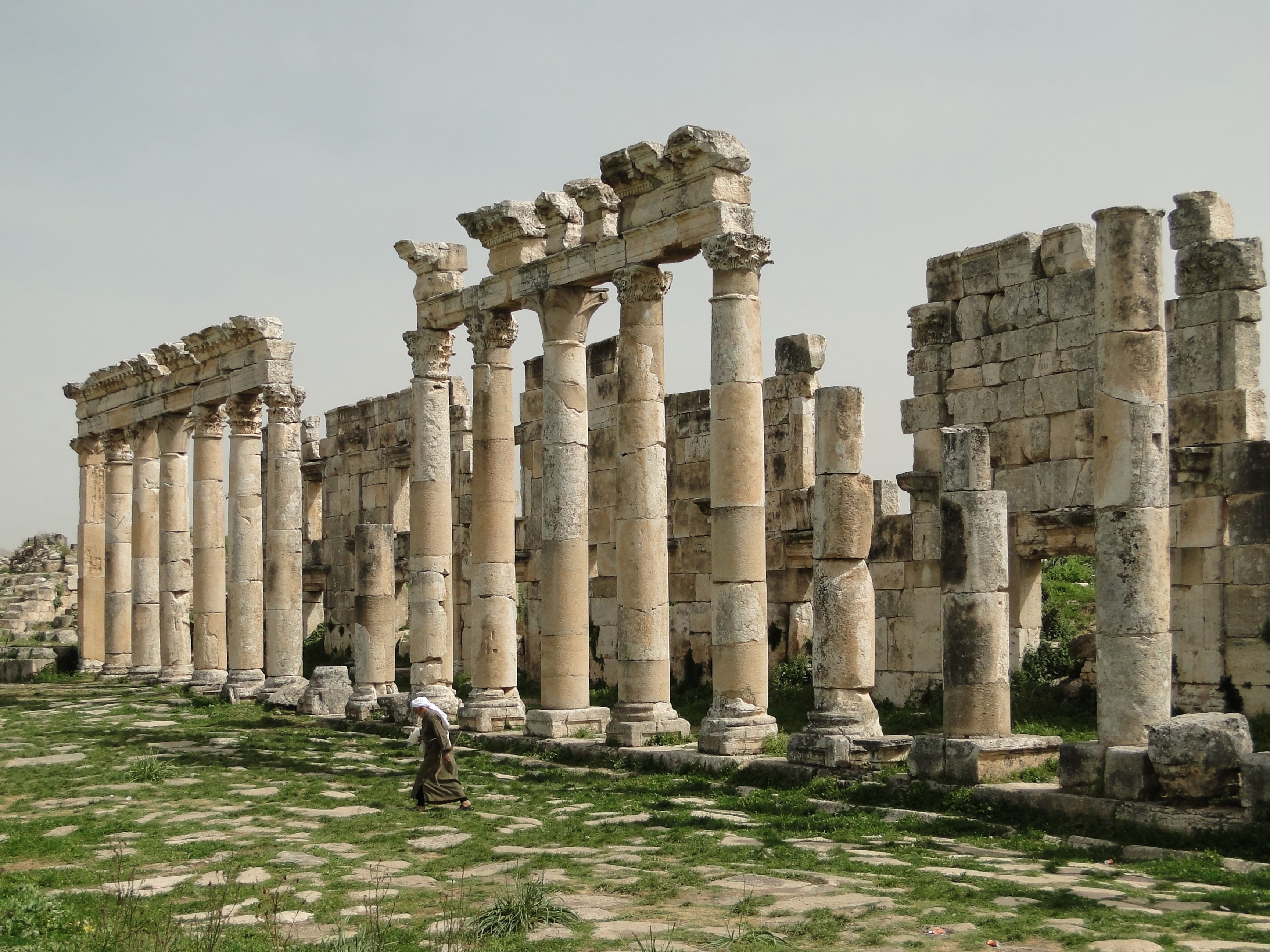
Quelques colonnes dans la partie nord de la ville d'Apamée.
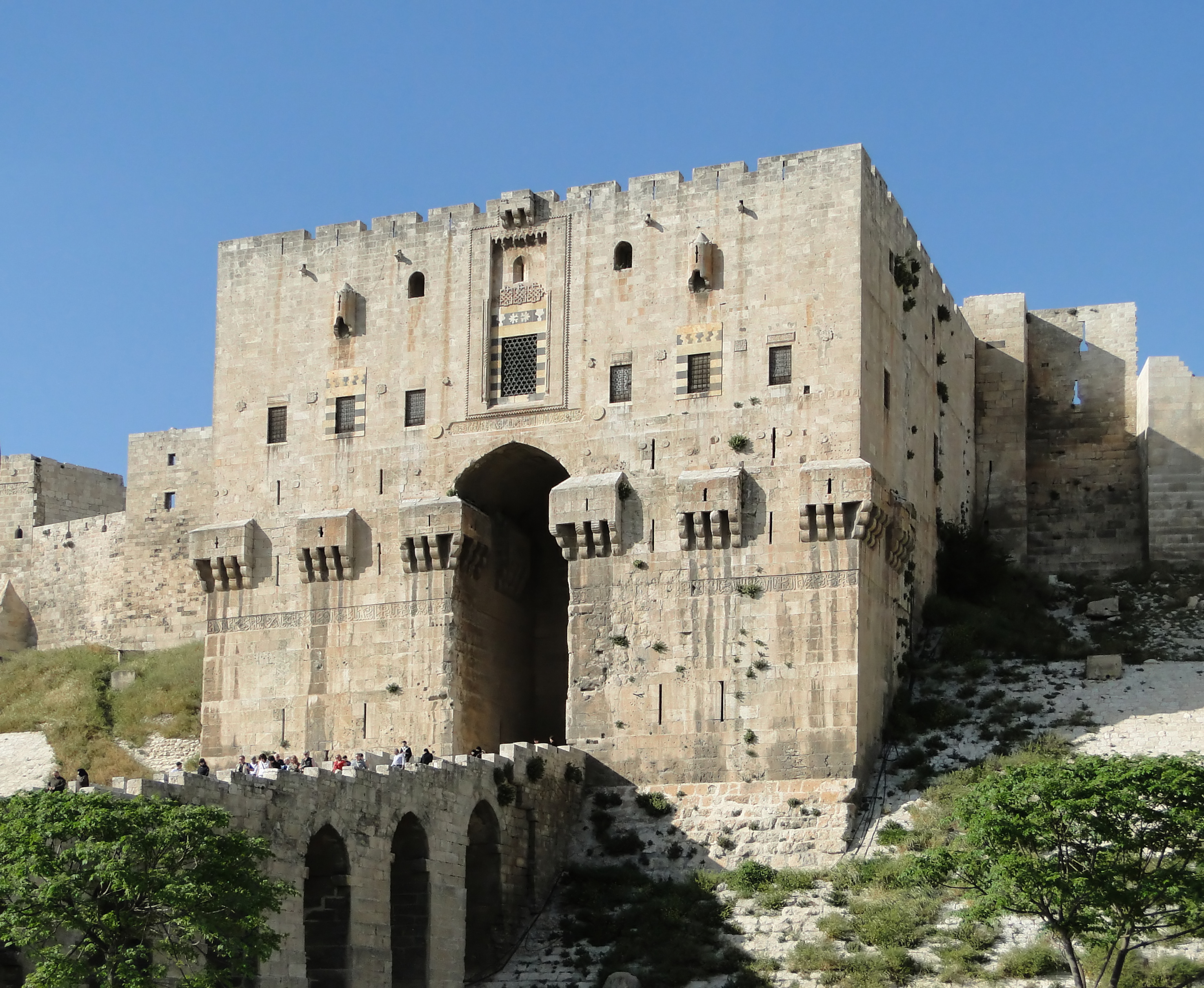
Porte intérieure de la Citadelle d'Alep.
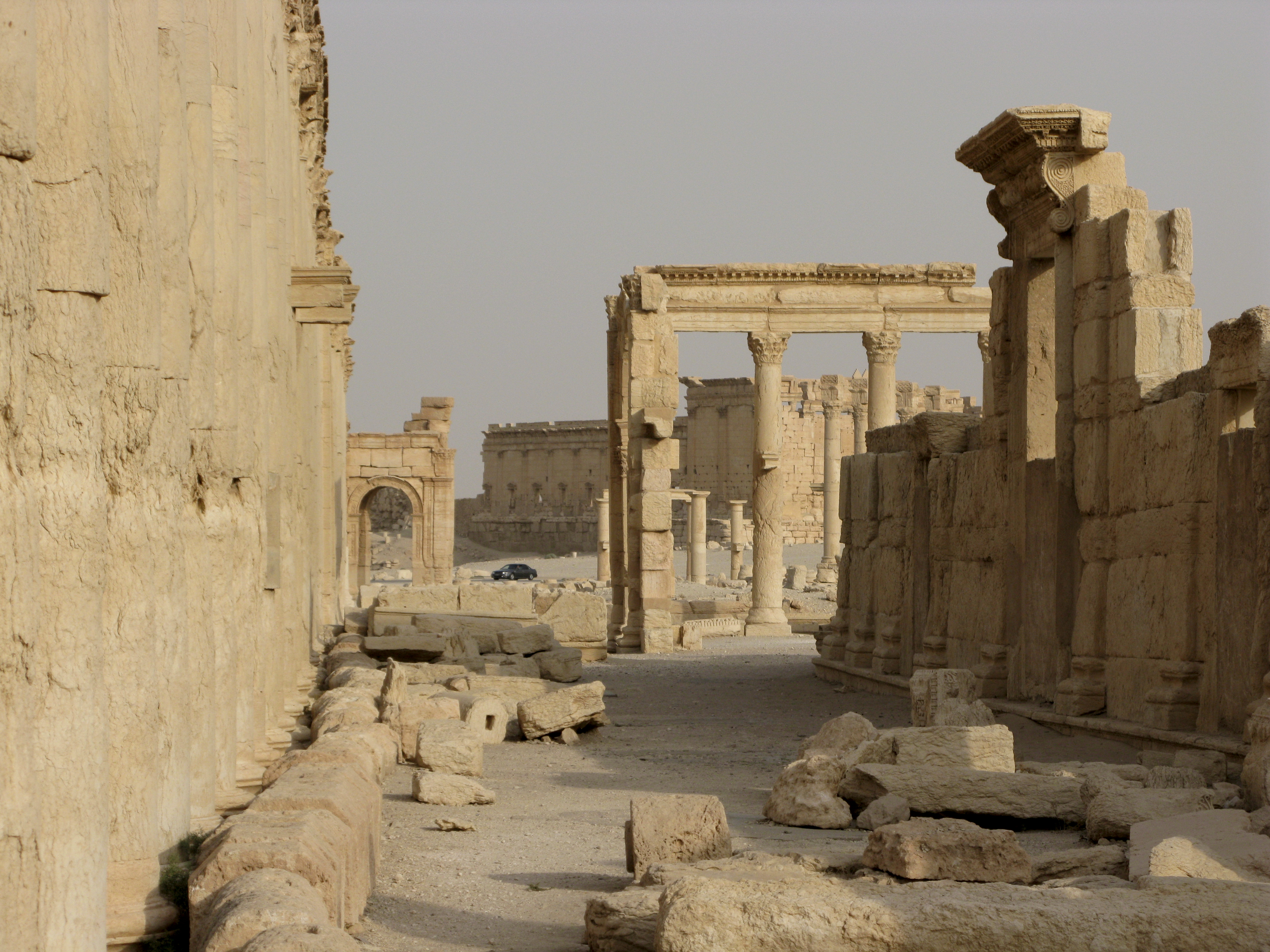
La ville antique de Palmyre.
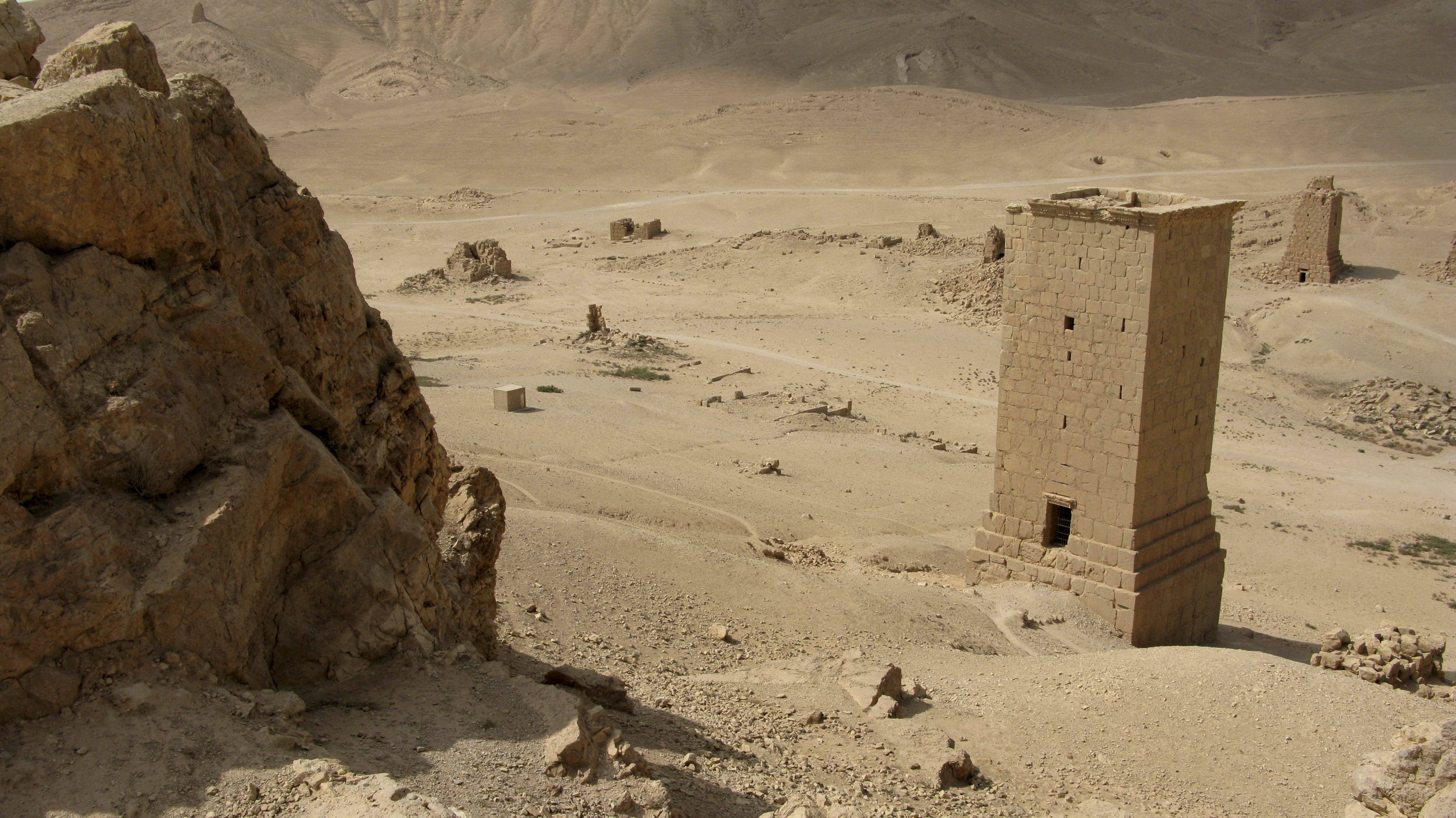
Tombe à Palmyre.
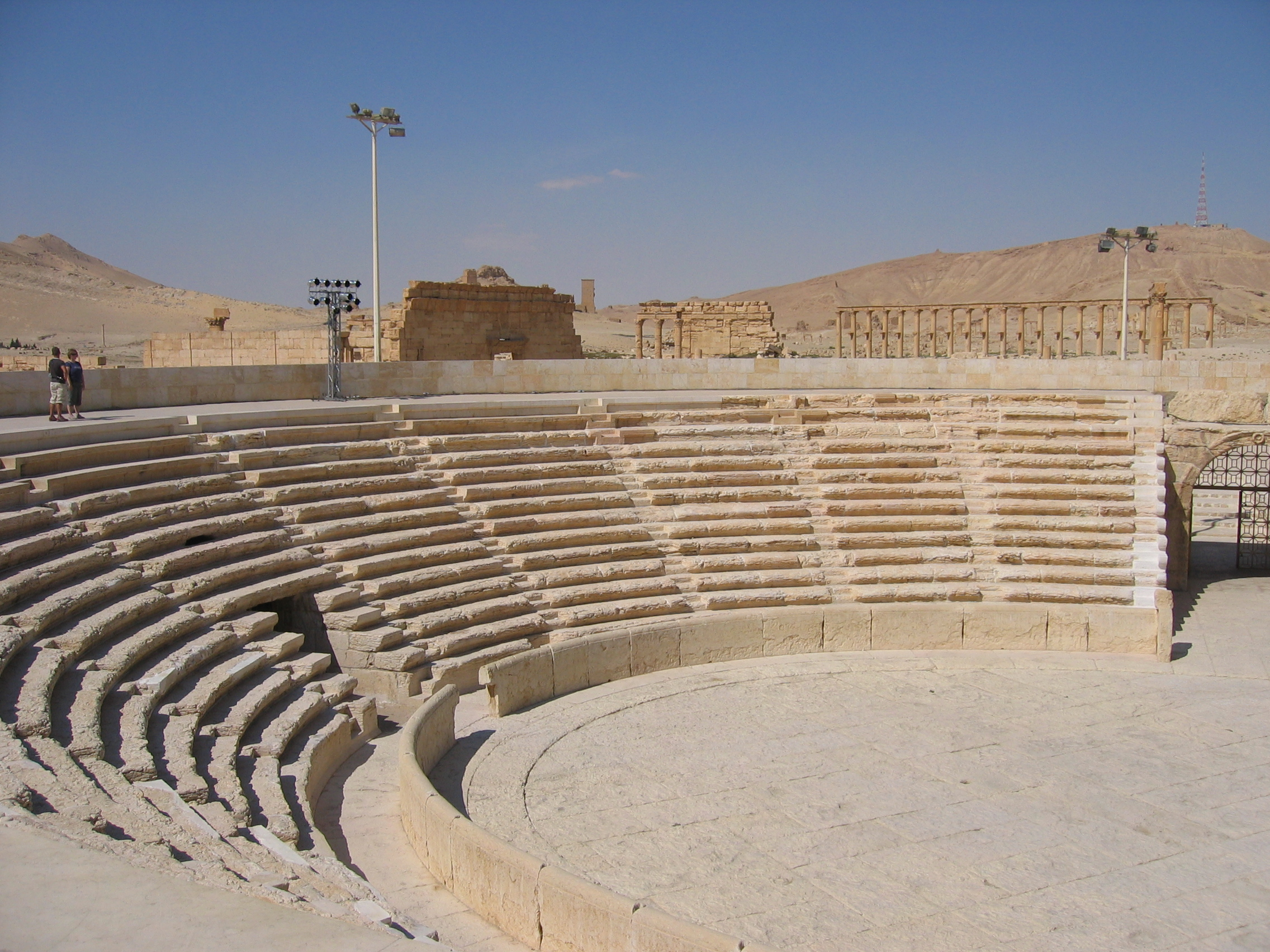
Amphithéâtre romain à Palmyre.
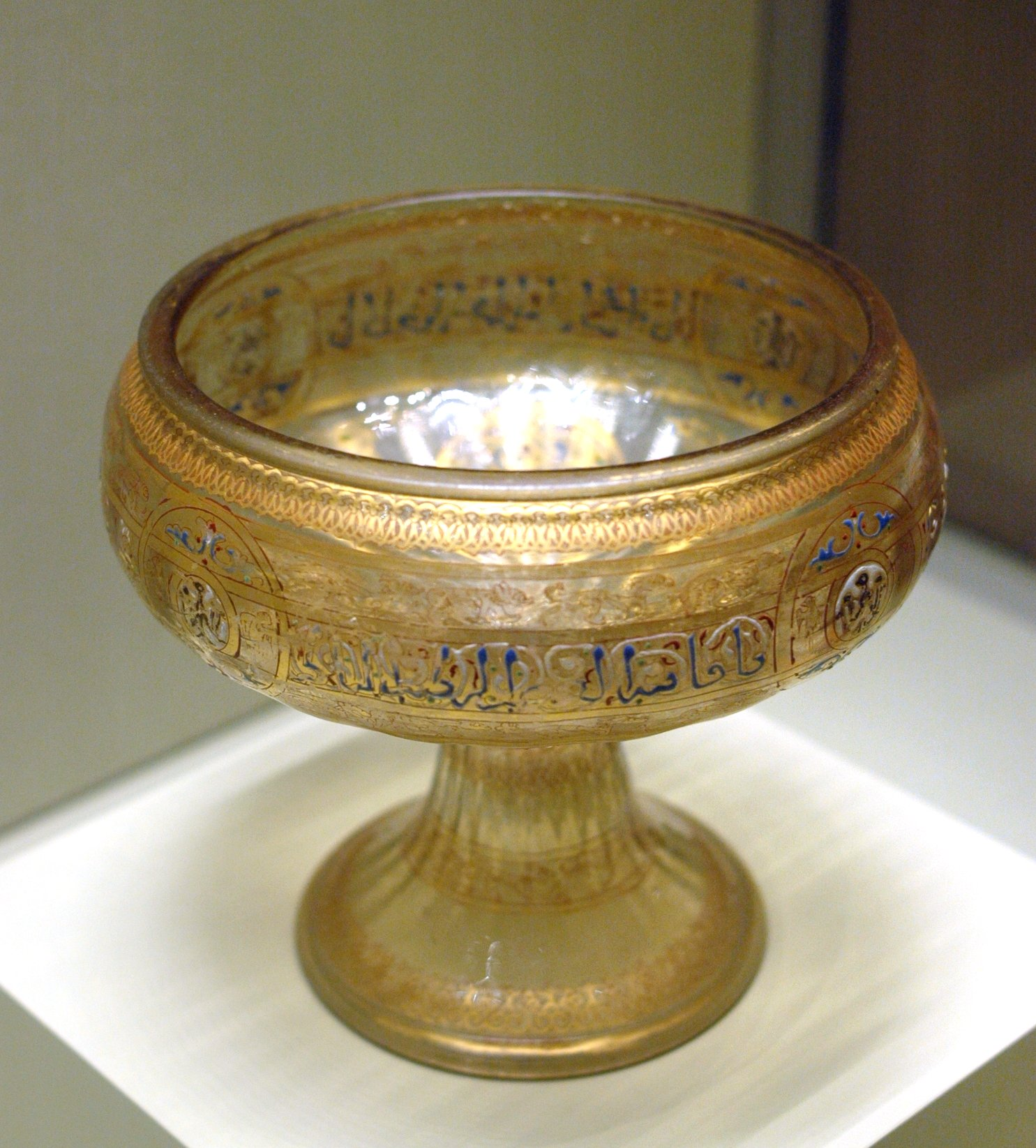
Une coupe syrienne datant du XIIIe siècle.
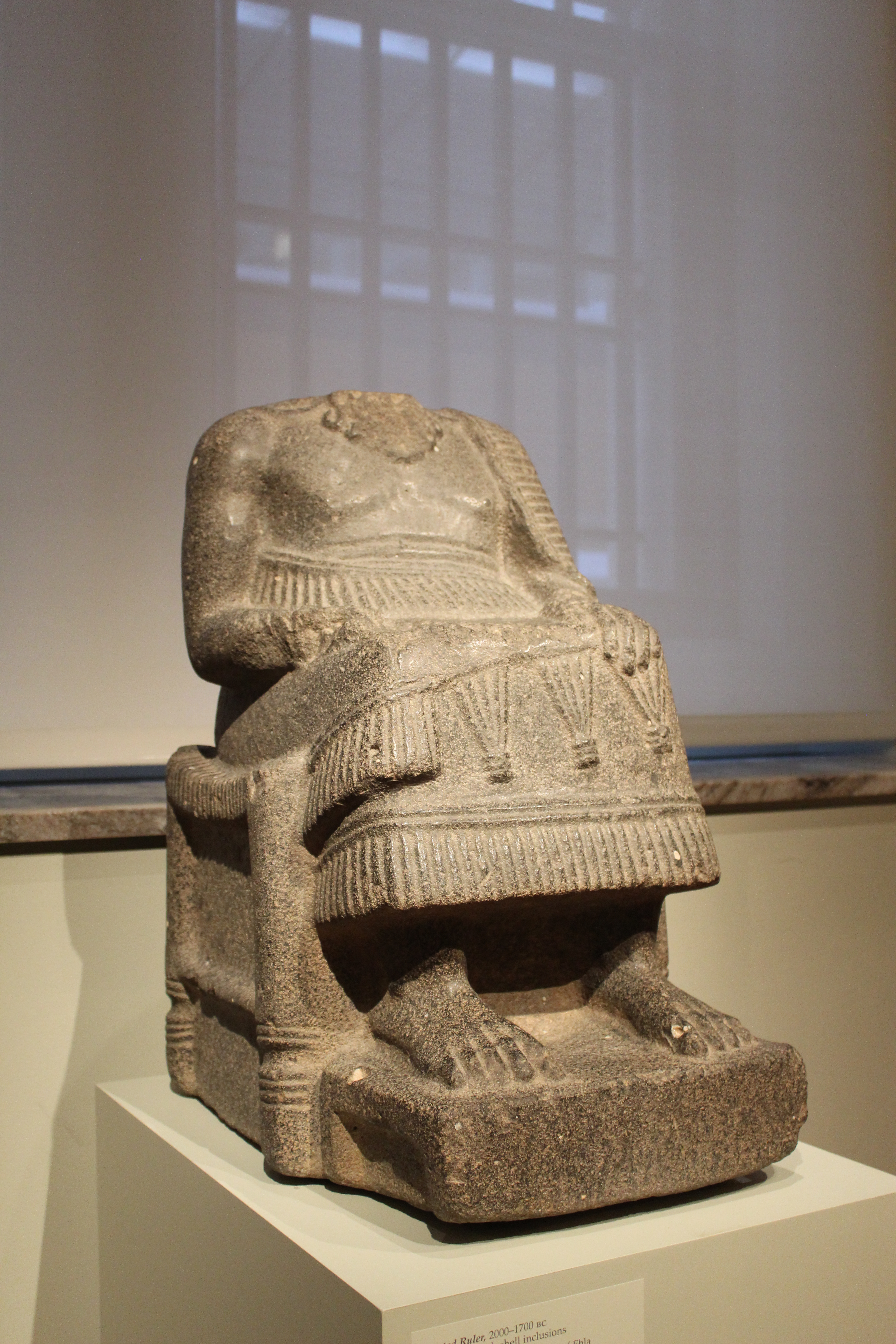
Une statue d’un homme corpulent assis sur un trône bas peut-être trouvée à Ebla, (Tablettes d'Ebla).
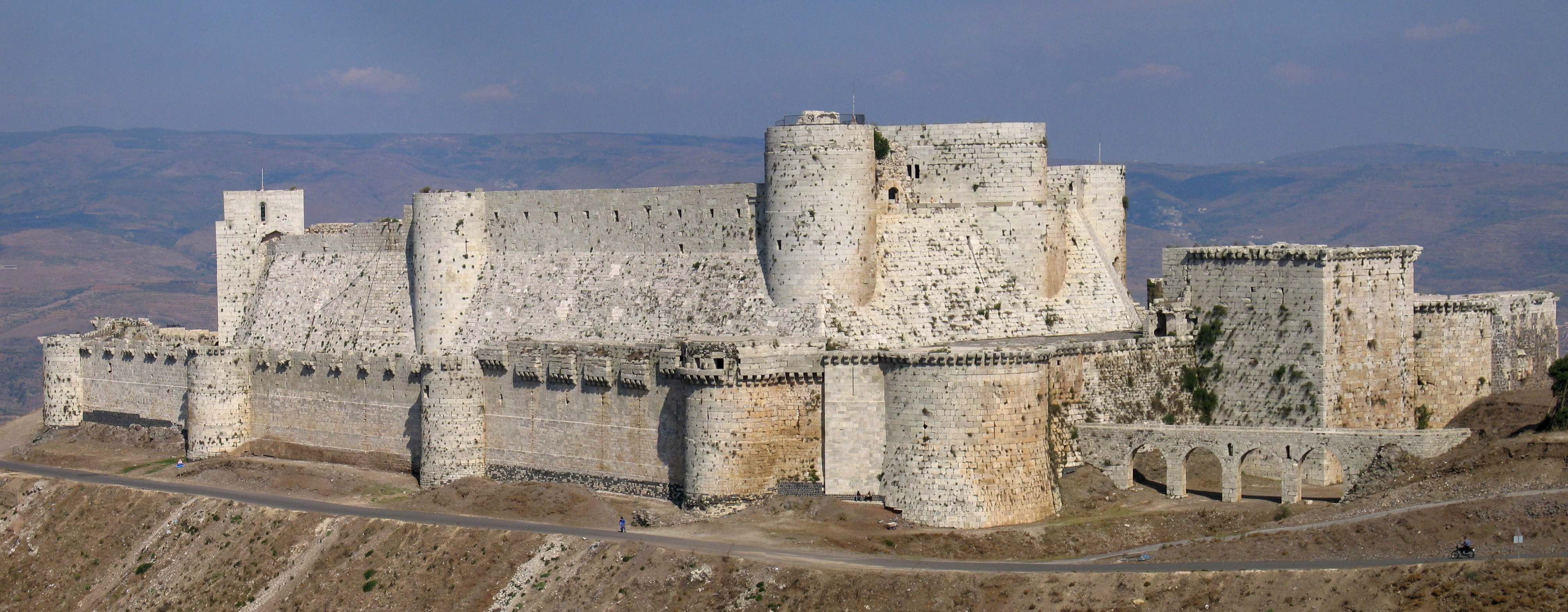
Krak des Chevaliers.
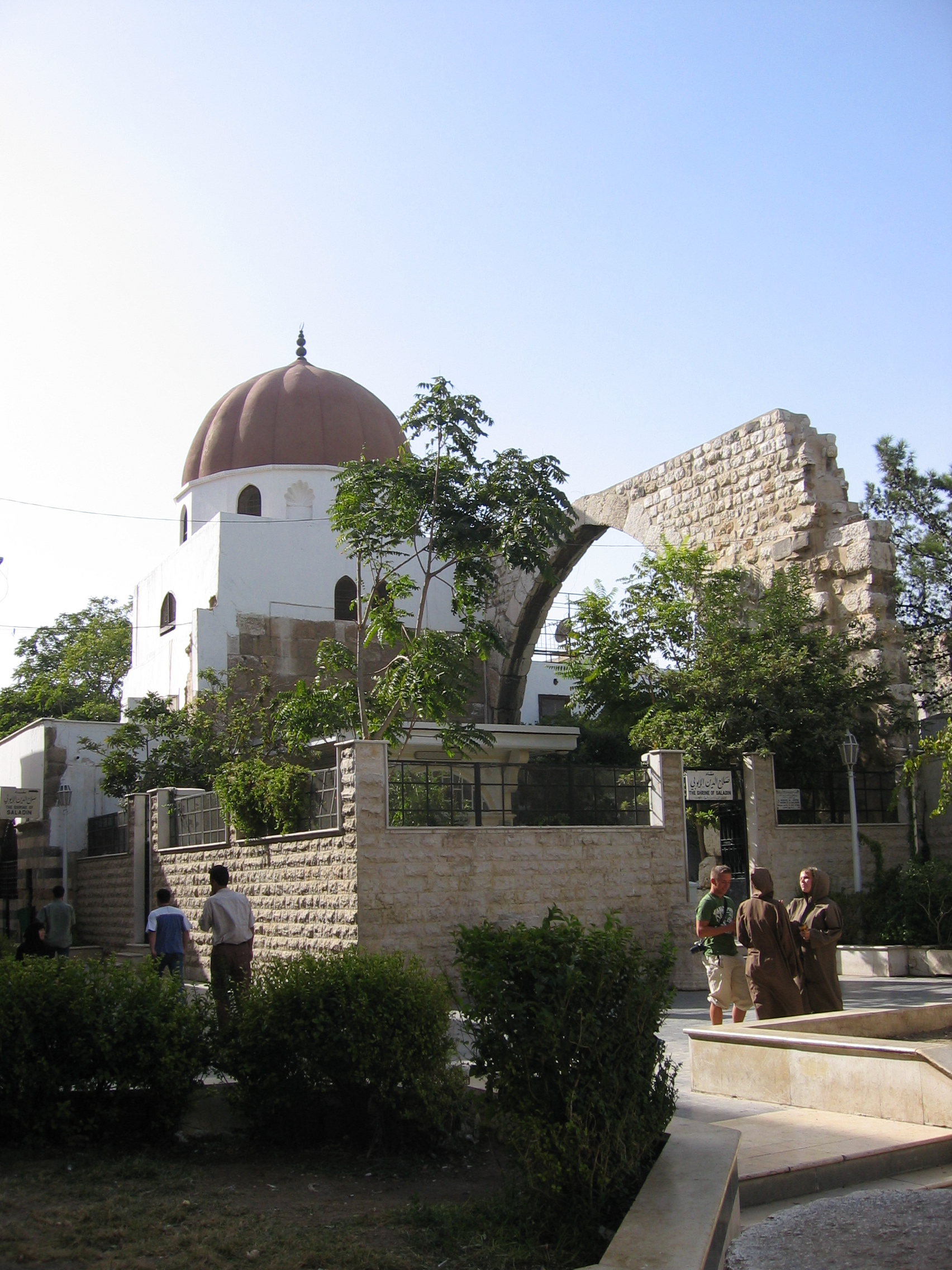
Tombe de Saladin à Damas.
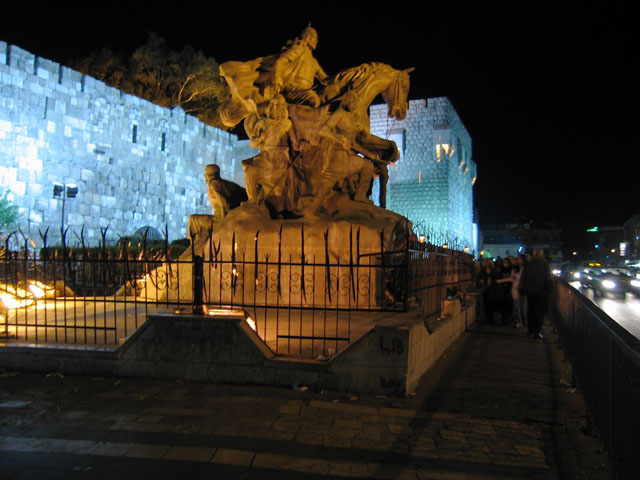
Statue de Saladin à Damas.
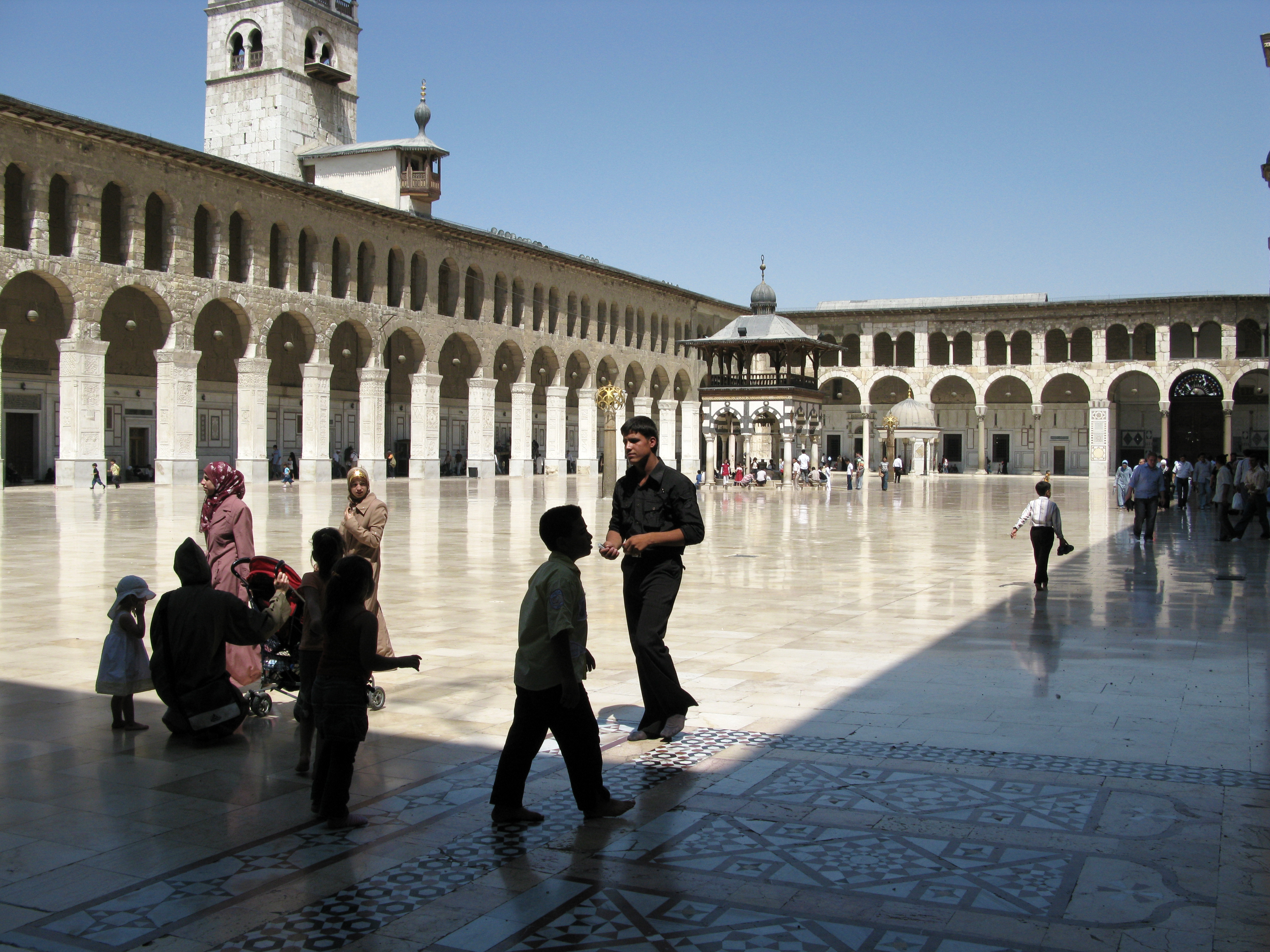
La mosquée des Omeyyades à Damas.
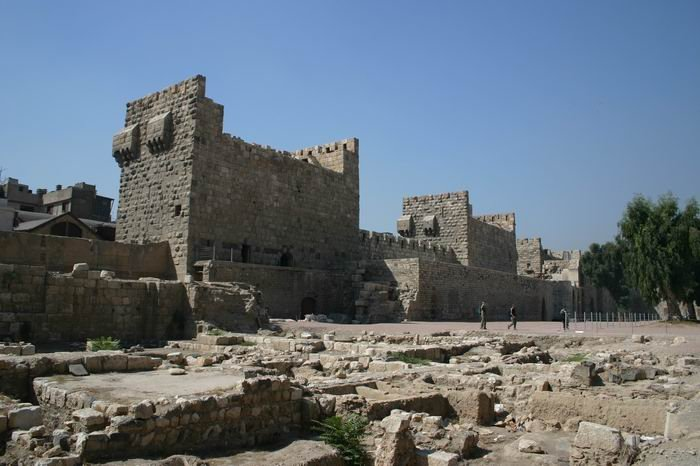
Vue de l'intérieur de la Citadelle de Damas.
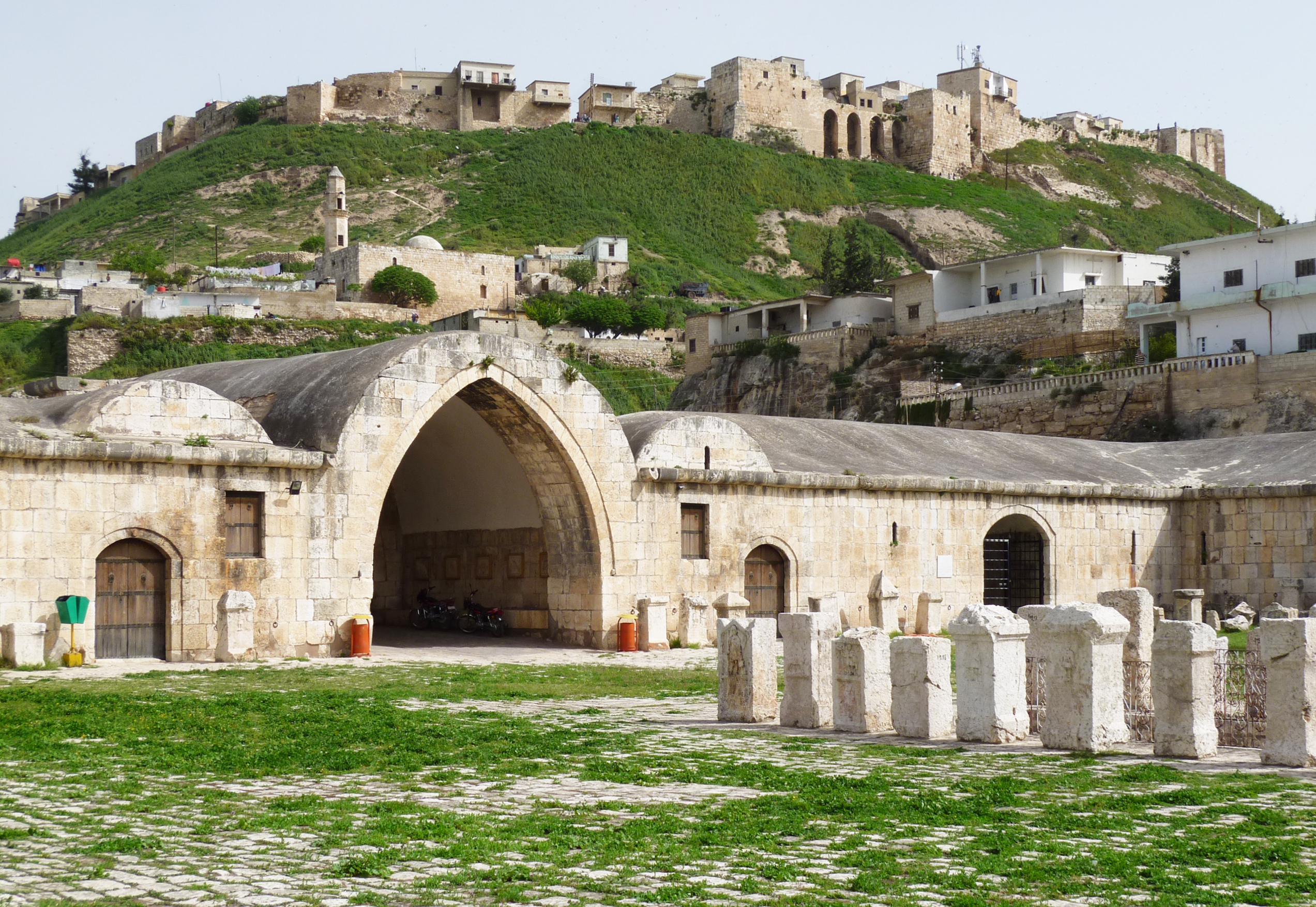
Caravansérail de Qal`at al-Madhīq.